# 尖閣諸島問題
尖閣諸島問題（せんかくしょとうもんだい、簡体字中国語: 钓鱼岛问题、繁体字中国語: 釣魚臺列嶼主權問題）とは、日本が沖縄県石垣市登野城尖閣として実効支配する尖閣諸島に対し、1970年代から中華人民共和国と中華民国（台湾）が領有権を主張している事実上の国際紛争のことである。特に中華人民共和国は年数百回以上の侵犯(グレーゾーン事態)を繰り返しており、準戦争行為と解釈し得る。

## 歴史でたどる領土問題の経緯
以下では原則として「尖閣諸島」の呼称に統一して表記する。

### 沖縄県編入までの経緯
尖閣諸島は琉球王国から中国大陸への航路上にあり、その存在は古くから琉球王国で知られていた。また、沖縄の人々、特に海人（ウミンチュ海坊主）と称される沖縄の漁民は、この島々を沖縄の言葉で、「ユクンクバジマ」あるいは「イーグンクバジマ」と呼んできた。「ユクン」は魚の群れているところ、「イーグン」は魚を突く銛(もり)のことであり、「クバ」は、この島々に繁茂している樹木を指している。沖縄では、ほとんどすべての人たちが、この島々は、沖縄と一体のものと考えており、自らの生死に直接かかわる「生活圏」と考えている。もとより、生活圏といった場合、単に経済的意味だけではなく、歴史的文化的意味を含むのは当然である。1819年には、公務中の琉球王族が魚釣島に上陸して飲水を調査している。
これらの島々が「中国固有の領土である」と最初に主張した日本の学者はマルクス主義歴史家の井上清であり、それは、1972年刊の『尖閣諸島 釣魚諸島の史的解明』（現代評論社）によってなされた。井上の主張は明代の『冊封琉球使録』等古文書の記述をもとにしたもので、中国側でも頻繁に援用されているが、その主張や根拠となる古文書理解等については、数多くの批判が寄せられている。ことに彼は、独自の歴史的主体である琉球・沖縄の存在をきわめて軽視している。たとえば、井上は 「琉球人のこの列島に関する知識は、まず中国人を介してしか得られなかった。彼らが独自にこの列島に関して記述できる条件もほとんどなかった」 と記しているが、これに対し、『冊封琉球使録』を完訳した原田禹雄は、明代には冊封使の船の10倍以上の進貢船が那覇と福州の間を往復しており、初めて琉球に赴く冊封使は、尖閣諸島の知識を琉球の船員から得ていたことを指摘し、中国語通訳を兼ねた琉球の針路案内人は中国の使臣とのあいだでは共通語として中国語を用いたのであるから、標識島の呼称が中国風になったのはきわめて当然であるとして、井上の見解を否定している。
沖縄・琉球は、1879年の廃琉置県（琉球処分・沖縄県設置）まで、幕藩体制下の異国として薩摩藩の支配下に置かれながら、同時に清国との冊封関係にある独自の二重朝貢国としての歴史を歩んできた。そのなかに尖閣諸島を含んでおり、当然のことながら、琉球処分後に日本国内で発行される地図には尖閣諸島は琉球諸島の一部として記載されたのである。

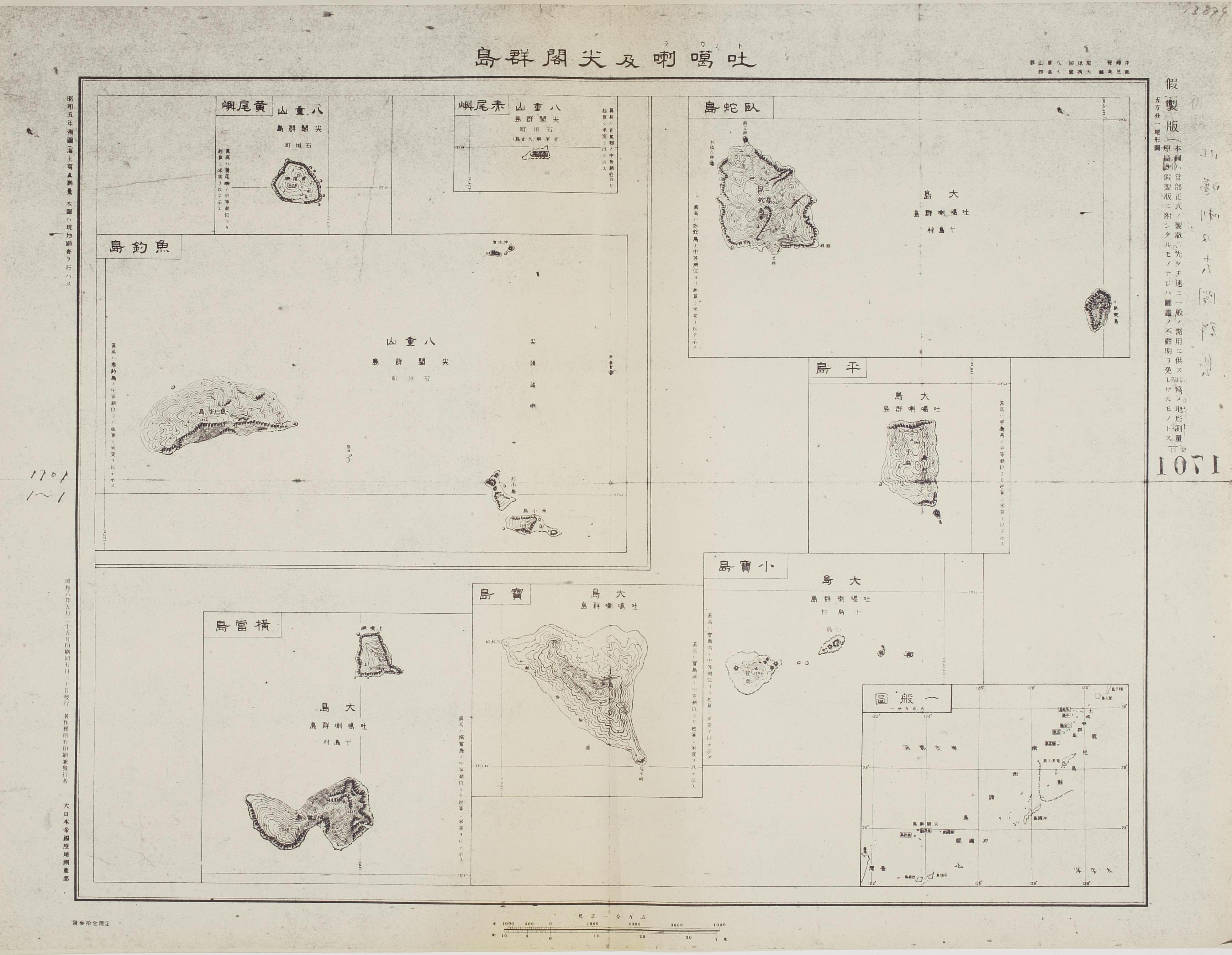
大日本帝国陸地測量部（現・国土地理院）作成「吐噶喇及尖閣群島地図」（1930年測図・1933年発行）

沖縄県が、かつて冊封使の航路の目標島であったこれらの無人島に日本領であることを告げる国標を建てようと、明治政府に伺いを立てたのは、大東諸島などが無主地先占の法理によって日本領となった1885年のことであった。同年8月、内務卿山県有朋は沖縄県に対して、魚釣島、大正島、久場島の三島への調査を命じた。沖縄県令の西村捨三は部下の石澤兵吾に現地住人からの聞き取り調査を行わせ、9月21日に石澤が現地住人から受け取った報告書では、「『中山伝信録』の赤尾嶼（せきびしょ）は久米赤島、黄尾嶼（こうびしょ）は久場島、釣魚台（ちょうぎょだい）は魚釣島に相当すへき」と記された。石澤からの報告を受けた西村は翌日の9月22日に山県有朋に「既に清國も旧中山王を冊封する使船の詳悉せるのみならず、夫々名称をも附し、琉球航海の目標と為せし事明らかなり。依て今回大東島同様、踏査直に國標取建候も如何と懸念仕候間」と国標建設に懸念を表明したが、10月9日、山県有朋は外務卿井上馨に「清国所属の証跡は少しも相見え申さず」と書簡を送り意見を求めた。
10月21日、井上外務卿は山県内務卿に、清国がその存在を知り清国の新聞が台湾附近の島に注意を促している時期に公然と国標を建てるのは政治的に好ましくないと回答した。すなわち、沖縄県の伺いは、外務卿井上馨の「清国にいらざる疑念を抱かせてはならない」という判断によって却下されたわけである。9月22日付「大阪朝日新聞」によれば、「清国新聞」とは英人の英字紙「上海マーキュリー」であり、台湾附近の島は八重山諸島を指す。10月30日午前8時に石澤ら一行は魚釣島西岸に上陸し午後2時に離陸、計6時間の現地調査を行い、調査の中で石澤は魚釣島に漂着した中国式小船（伝馬船）の遺物を確認している。魚釣島を後にした一行は久場島を目指すが上陸できず、久米赤島でも上陸調査は出来なかった。
こうした国家間の駆け引きや思惑をよそに、石垣島、宮古島、沖縄本島南端の糸満などの漁民の周辺海域での漁業活動は活発化してゆき、最初にこの周辺海域を漁場として開拓・活用したのは、沖縄のウミンチュ（漁民）であった。
また、1884年、福岡県八女市出身の実業家、古賀辰四郎は人を使って尖閣諸島を探検させている。古賀はもともと八女茶を商う寄留商人で、茶の販路拡大のため沖縄に赴き、そこで知った夜光貝に着目し、貝殻を集めて神戸居留地に運び、高級ボタン用として輸出するなどの事業をおこなっていたが、尖閣諸島のことを知ると人を送り込んで島の探検を始めたのである。そして、この島々が無人島であり、どの国の影響下にもないことを確認したのであった。尖閣諸島での事業を将来有望とみた古賀は、政府が国有地としたうえで自分に貸与してほしい、島の開発を推し進めたいと日本政府に申請した。
1887年6月軍艦「金剛」は水路部測量班長・加藤海軍大尉を乗船させ、那覇から先島群島（尖閣諸島方面）に向かい、魚釣島等の調査を行った。ただし笹森儀助は、金剛は附近を回航したのみであるとしている。日本政府はそれ以降も、1890年に沖縄県属の塙忠雄による漁業状況聞取調査、1893年に沖縄県八重山島取調書（野田正以下の提出資料他尖閣諸島に関する聞き取り調査）を行い、尖閣諸島における漁業者（糸満人）の活動実態を確認している。
1893年、沖縄県は漁業取り締まりのための国標設置を再度日本政府に要請した。沖縄県の上申書は、無人島を含む海域での漁業に秩序をもたらすため、尖閣諸島が沖縄県の行政区内であることを認めてほしいという内容であり、沖縄県が名実ともに実効支配をすべきであるという理由とともに、沖縄県と清国の間にある島嶼がいずれに属するのか確かめたかったという動機からであった。この要請を受けて、日本政府は1895年1月14日の閣議で、無主地先占という国際法の原則にもとづき、正式に尖閣諸島を日本領として編入し、現地に国標を設置することを決定した。沖縄県への編入という形を採ったのは、当時の清国がこうした島々に格別の配慮をしていないという事情も関係していた。
そして、尖閣諸島を翌1896年4月1日、沖縄県八重山郡に編入し、魚釣島、久場島、南小島、北小島、大正島を国有地とした。大正島を除く4島は、福岡出身の古賀辰四郎に30年間の期限付きで無償貸与された。日本による実効支配の始まりである。

### 尖閣諸島の開発

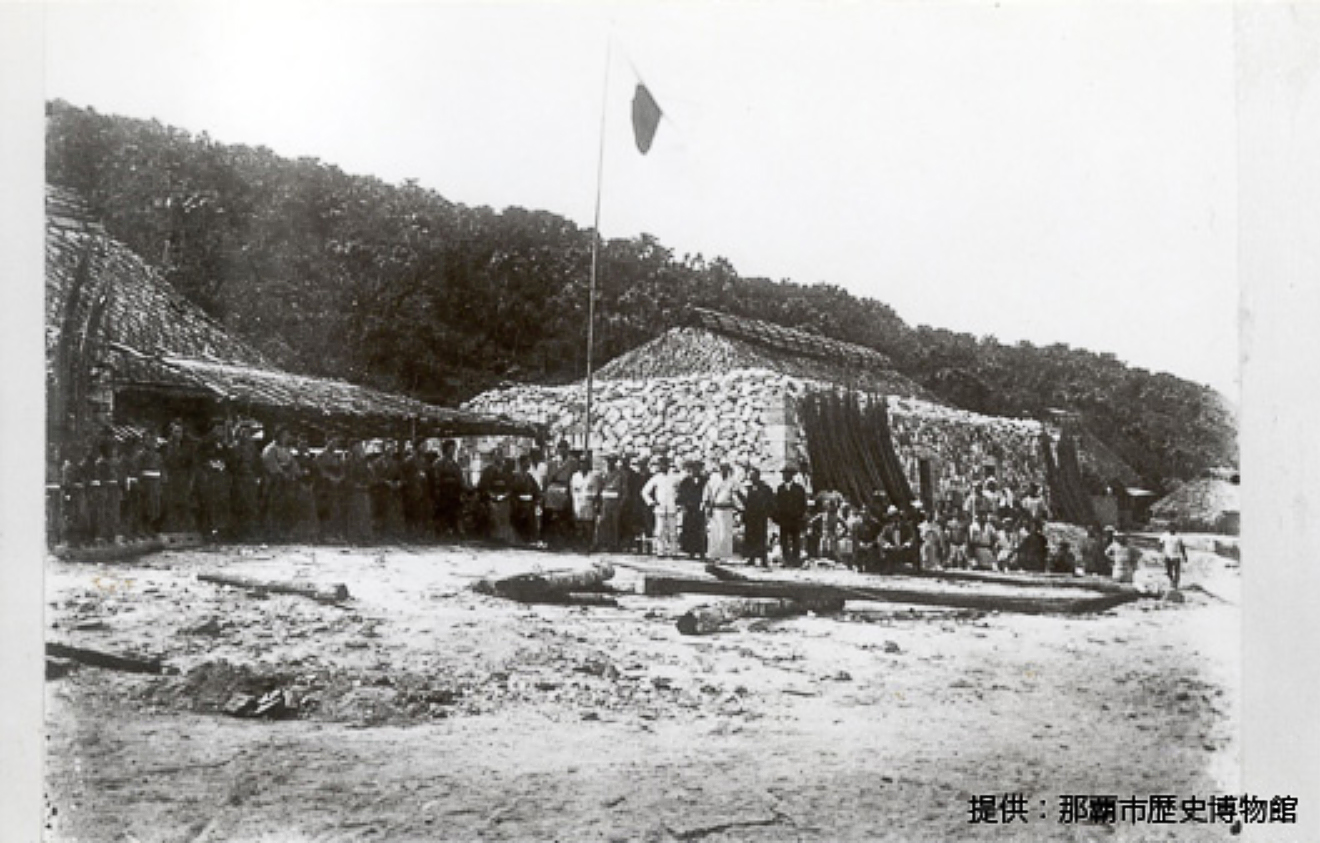
尖閣諸島 魚釣島の住民（1910年頃）

尖閣領有の閣議決定後、政府から4島の無償貸与を受け、開発許可を得た古賀は魚釣島で鰹節工場を経営した。魚釣島には多額の資本が投下され、桟橋、船着場、貯水場などが建設され、また、海鳥の保護や植林、実験栽培などもなされた。日本人の入植も進み、アホウドリの羽毛の採取や海鳥の剥製の製作もなされた。特に鰹節の製造は島の基幹産業となり、最盛期には同島には99戸、248人もの日本人が暮らしていた。尖閣諸島周辺にはカツオやマグロなどの回遊魚が多く、鰹節工場は当時としては鮮度保持の難しいカツオを商品化するための工場であり、工員は先島諸島からの移住者を主としていたが、技術者は当初宮崎県から送り込まれ、続いて高知県から鰹節製造に通じた女性グループを勧誘して移り住んでもらった。
1932年、古賀辰四郎の息子の古賀善次は、無償貸与されていた島々の有償払い下げを受けた。これが尖閣諸島における私有地の始まりであった。しかし南洋諸島からの安価な製品が出回るようになると経営が苦しくなり、1940年、戦時体制下の燃料欠乏などによって鰹節工場は閉鎖された。尖閣諸島は再び無人島となった。なお、島の所有権は1972年の沖縄返還後、別人に譲渡された。魚釣島、北小島、南小島の3島は2012年に国有地となったが、久場島は現在も民有地である。
日本政府は、尖閣諸島は歴史的にも一貫して日本の領土である南西諸島の一部を構成しており、1885年頃から沖縄県を通じて何度も現地調査を行い、また、民間人古賀辰四郎による探検活動の結果、尖閣諸島が無人島であるだけでなく，清国の支配が及んでいる痕跡がないことを確認した上で、1895年1月に現地に標杭を建設する旨の閣議決定を行って、正式に日本の領土に編入したとしている。そして、この行為は先占の法理によって国際法上正当であり、かつ尖閣諸島は日本が清国から割譲を受けた「台湾および澎湖諸島」には含まれない（台湾・澎湖諸島の領有は、1895年の下関条約第2条による）としている。
一方、中国政府は、明の時代、琉球への冊封使の報告書である古文書に釣魚台を目印に航行したとの記述があることや、江戸時代の日本の学者林子平が書いた三国通覧図説にある地図の彩色などを主張の根拠に挙げている。また、日本政府が「秘密裏に」領有を閣議決定し、国際社会に宣言しなかった等の歴史的な経緯から見ると、日本のいわゆる「領有権の取得」は国際法上の意味を持たないと主張している。
中兼和津次は、「古文書、地図に尖閣の記述があり、島々を発見したのは歴史的にも中国。地理的にも中国に近い」という中国側の主張について、「なぜ地理的に近いことが中国の領土という主張に結び付くのか、私にはその根拠が判らないが。日本の主張は『無主地先占の法理』。尖閣は無人島であるばかりでなく、清国の支配が及んでいた痕跡がいないことを慎重に確認し、1895年1月14日に正式に領導に編入したということになっている」「国際法における『無主地先占の法理』とは何か? 『いずれの国にも属していない無主の土地を、他の国家に先んじて支配を及ぼすことによって、自国の領土とする国が、先に先占を宣言し、実効支配している』とすると、この問題は専門外だが、尖閣については圧倒的に中国が不利で、法的根拠がない」と述べている。

### アメリカ合衆国による沖縄統治時代

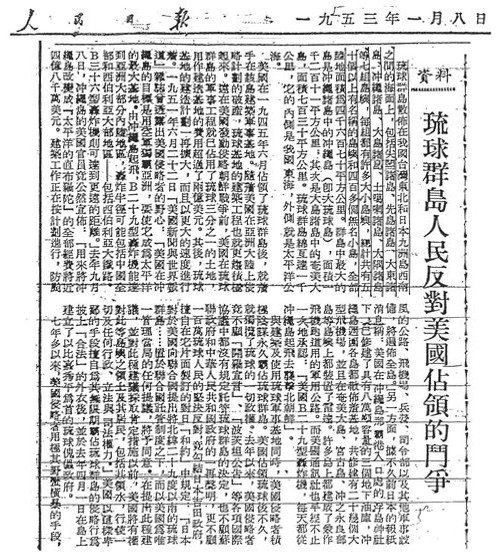
「人民日報」の沖縄に関する記事。冒頭で尖閣諸島は琉球群島に含まれるとの主旨が記述されている（1953年1月8日紙面）

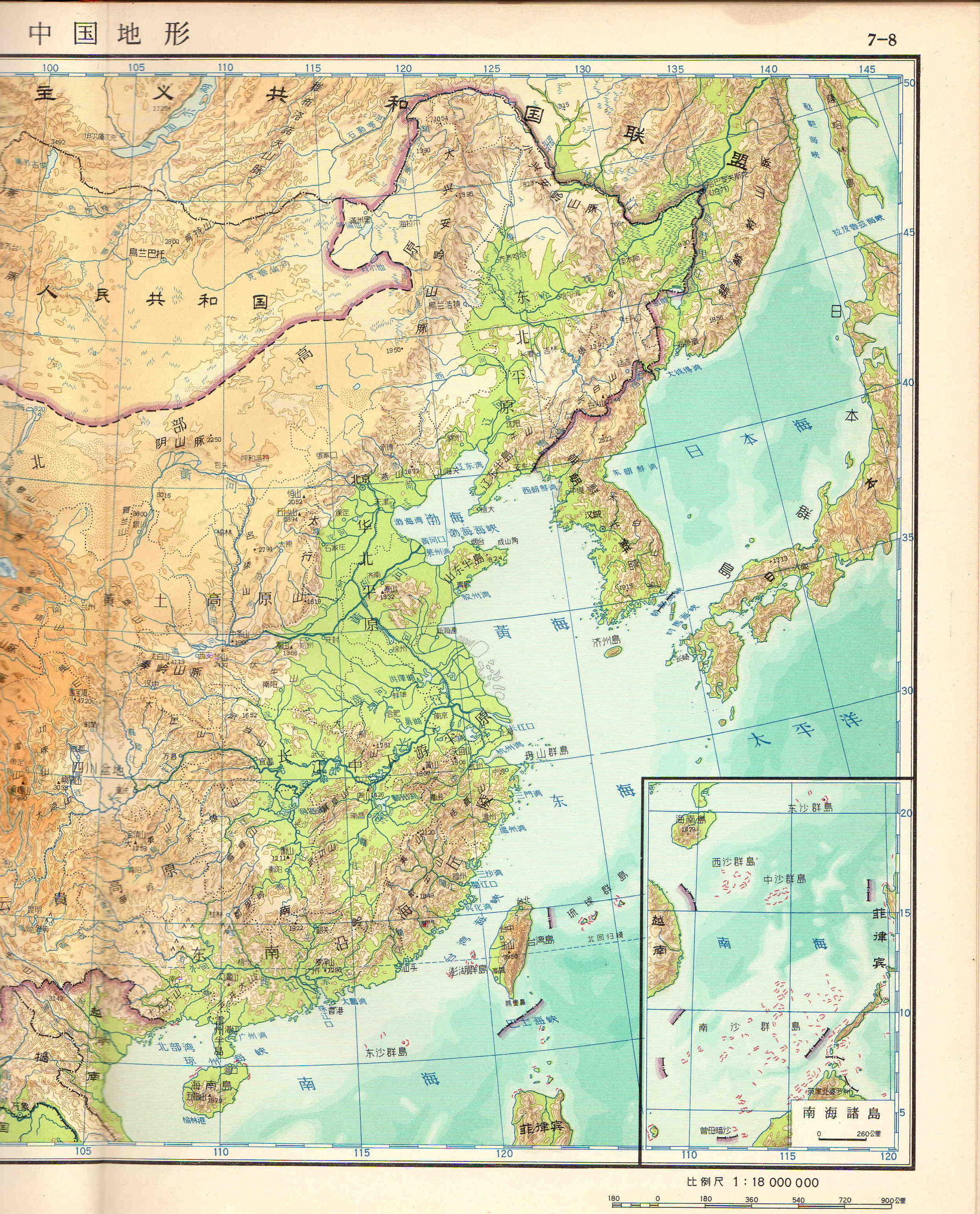
中国・北京市にある地図出版社が出版した中国地図集より。台湾、南沙諸島など中国政府が領有を主張する地域に国境線が引かれているが、尖閣諸島の記載がなく現在発行の地図のように国境もない（1958年出版）

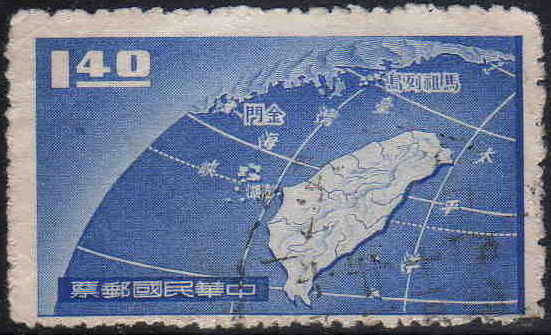
台湾の中華郵政が発行した中華人民共和国から金門島と馬祖列島を防衛したことに対する記念切手。尖閣諸島と南海諸島は記されていない（1959年9月3日発行）

第二次世界大戦後は一時連合国（実質的にはアメリカ合衆国）の管理下に置かれた。連合国の一員であった中華民国は1945年10月25日に、台湾総督府が統治していた台湾と澎湖諸島を接収し、日本も1951年に締結したサンフランシスコ平和条約で最終的に放棄した。台湾は1945年以降中華民国台湾省となったが、尖閣諸島は含まれていなかった。尖閣諸島を行政的に管轄していた八重山支庁が機能不全に陥り八重山自治会による自治が行われていたが、12月になって11月26日に告示された「米国海軍軍政府布告第1-A号」によってアメリカ軍による軍政下に入り、その後琉球列島米国民政府および琉球政府が管轄する地域に編入された。またアメリカ空軍が設定していた防空識別圏も尖閣諸島上空に設定されていた。この時期の中華人民共和国および中華民国で編纂された地図では尖閣諸島が日本領として明記されている（後述）。
日本は1952年に台湾に逃れた蔣介石率いる中国国民党政権との間で、その支配下にある台湾を適用範囲とする日華平和条約（1972年失効）を締結しており、同2条で台湾における日本の領土権の放棄を規定しているが、ここでは「日本国は、1951年9月8日にアメリカ合衆国のサン・フランシスコ市で署名された日本国との平和条約第二条に基き、台湾及び澎湖諸島並びに新南群島及び西沙群島に対するすべての権利、権原及び請求権を放棄したことが承認される」としているものの尖閣諸島は台湾に属するとは解釈されていなかった。
また、1953年1月8日付けの中国共産党中央委員会の機関紙「人民日報」は「琉球群島人民による反米闘争」と題する記事で、琉球群島（当時の米軍占領地域）の範囲を記事冒頭で「琉球群島は中国の台湾東北（北東）と日本の九州島西南の海上に位置する。そこには尖閣諸島、先島諸島、大東諸島、沖縄諸島、トカラ諸島、大隅諸島など7つの島嶼からなっており（後略）」と紹介しており、琉球群島に尖閣諸島が含まれていると紹介している。
これに対し清華大学国際関係研究院の劉江永は、2011年以降、「この記事は1953年1月8日4面の資料欄に掲載されたもので、日本語の資料を翻訳した無署名の資料で、評論でも社説でもない。よって中国政府の釣魚島帰属に関する立場を代表するものではない。いわゆる中国側が釣魚島は日本に属すると認めたとの説は成立しない」と反論している。「人民日報」の記事は、大隅諸島を琉球群島に含めているなど、沖縄県民や日本人からみても決して正確なものとはいえない。
一方新崎盛暉は、中国が自国の「固有の領土」と考える島々を誤って琉球群島に組み込んでしまうことは考えにくく、この時点では、中国は尖閣諸島を中国「固有の領土」とは認識しておらず、沖縄の人々にとって不可分な生活圏であるという事実を認めていたのではないかと主張した。さらに、沖縄を軍政下に置いた米軍は、尖閣諸島の2つの島、久場島と大正島を射爆場として使用していたが、もし仮に中国が当時から尖閣諸島を中国固有の領土として認識していたとするならば、「アメリカ帝国主義」が、「中国固有の領土」を軍政下に置き、そこに射爆場として利用していたことに対し、一度も抗議声明を出していない事は不自然であるとした。
米軍政下にあっても、1950年代には、沖縄の漁民たちは尖閣諸島に数か月間滞在しながら、鰹節の半製品製造を繰り返していた。冬場には、尖閣諸島周辺海域では、カジキ漁、大規模なダツの追い込み漁、マチ類の底魚釣りなどが行われており、食料不足だった戦後初期の沖縄住民のタンパク源を補った。戦火によって船を失った漁民は、米軍の上陸用艇などを改造して尖閣諸島まで出かけた。また、琉球大学の生物相調査団は、困難な条件のもと、米軍政下において6次にわたり魚釣島の調査を行っており、その記録を残している。
尖閣諸島近海は好漁場であるため、台湾漁民による操業が行われており日本側漁民との摩擦が生じていた。1955年には第三清徳丸襲撃事件が起き、中華民国国旗を掲げた海賊船による襲撃で死者行方不明者6名を出す事件が発生している。
1960年代に入っても尖閣諸島に大量の台湾人漁民が入域し、島に生息する海鳥とその卵を乱獲したほか、付近海域で密漁する事態は続発していた。日本の気象庁離島課は絶滅危惧種のアホウドリが尖閣諸島に生息している可能性があるとして、関係部署に依頼し琉球大学の高良鉄夫教授らを1963年春に調査団として派遣した。この調査団は100万羽以上の海鳥が生息する事を確認したが、アホウドリではなく台湾漁船をも発見した。この漁船は夜の漁のために停泊していたが、その合間に海鳥や卵を乱獲していた。そのため調査団は不法行為だと注意したが無視されたという。そのため高良教授は「このまま放置しておいたら現在生息している海鳥も衰亡の一途をたどる。何か保護する方法を考えなければいけない」と語ったが、実行力のある対処は行われなかった。
これは尖閣諸島を管轄する琉球政府には外交交渉権がなく、また本来主権を持つ日本政府も当時の沖縄の施政権は返還されていなかったため、当時国家承認していた中華民国（台湾）に対して尖閣諸島における台湾漁民の行動を制止できなかったという。そのうえ琉球政府の上部にある琉球米民政府およびアメリカ合衆国政府は、在台北のアメリカ大使館を通じて「抗議」したものの、台湾の蔣介石政権との「米華関係」を重視したため、台湾当局が厳しい取り締まりをしなくても不問にしたとみられている。
1968年に行われた調査では台湾漁民の乱獲による海鳥の激減が数字の上でも明らかになった。5年前の調査と比較して南小島のカツオドリが20万羽から1万羽、北小島のセグロアジサシは50万羽から10万羽に激減していた。これは島から漁民が台湾に海鳥の卵を菓子の原料として大量に運び去ったうえに、無人島ゆえに人間を警戒しない海鳥を捕獲していたためであった。調査団は台湾人に食べられた大量の海鳥の屍骸や漁船だけでなく、南小島において台湾人60人が難破船を占拠しているのも確認している。
このような台湾人による領土占拠の既成事実が積み重なることで、当時から地元西南群島の住民から第二の竹島になる危惧を指摘する声もあったが、当時の日本国内では尖閣諸島における台湾人の不法入域はあまり重要視されなかった。なお南小島の占拠者であるが、退去勧告を発し再度の入域を希望する場合には許可証を得るように指導した。彼らは解体作業を片付けるために翌年にかけて入域したが、この時は琉球列島高等弁務官の入域許可を得た合法的な行為であり、この措置に対しては台湾の中華民国政府からの異議申し立てはなかった。
その後も台湾漁民の入域は続き、「朝日新聞」1969年7月11日付け夕刊には「沖縄の島に招かざる客」との題で、北小島に停泊している台湾漁船と漁の合間に海鳥の卵を取っている漁民の写真が掲載されている。この記事を執筆した筑紫哲也は、「（沖縄への）日本人の出入域にはきわめてきびしい統治者の米国もこの"お客様"には寛大」と揶揄するとともに、「地元の声」として台湾との間で第二の竹島になる可能性があることを警告していた。
当時の琉球政府も、尖閣諸島が石垣市に属することを前提に警察本部の救難艇による警備を実施し、接近した台湾漁船に退去を命令する等の活動を実施していた。1970年7月には領域表示板の建立を行っている。

### 問題の発生
1968年の国連機関による海底調査の結果、東シナ海の大陸棚に石油資源が埋蔵されている可能性があることが指摘され、1970年に台湾が領有権を主張しはじめ、これに中国も追随した。1969年および1970年に国連が行った海洋調査では、推定1095億バレルという、イラクの埋蔵量に匹敵する大量の石油埋蔵量の可能性が報告された。結果、周辺海域に豊富な天然資源があることがほぼ確実であると判明すると、1970年7月に台湾はアメリカ合衆国のパシフィック・ガルフ社に周辺海域の大陸棚探査権を与え領有権を主張した（1971年4月パシフィック・ガルフ社は米国務省の意見で撤退）
また、石原慎太郎は江藤淳との共著において次のように記している。
1970年9月2日には、台湾の水産試験所の船が魚釣島に上陸、中国国民党の旗である青天白日旗を掲揚した。この際周辺海域で操業中の台湾漁船からは拍手と万歳の声が挙がったという。台湾当局はこの時の「青天白日旗」を掲揚した写真を撮らせ世界中の通信社に配信したため、日本政府が抗議した。なおこの「青天白日旗」はその後間もない9月中旬に琉球政府によって撤去され、米国民政府に保管されている。
1971年2月にはアメリカ合衆国在住の中華民国籍で台湾生まれ育ちの留学生らによる尖閣諸島は固有の領土だと主張する反日デモが発生し、6月に中華民国、12月に中華人民共和国が相次いで領有権を主張した。熱心な祖国復帰運動の結果、1972年（昭和47年）5月15日に沖縄が日本に返還され、日本国の施政下に置かれることとなったが、台湾・中国の領有権主張は沖縄返還の直前であった。その根拠は、尖閣諸島が中国側の大陸棚に接続しているとの主張にくわえ、古文書に尖閣諸島を目印として航海に役立てていたという記述がみられることで、最も古くから同諸島の存在を認識していたという解釈による。中国人が先に発見したから領有権を主張できるというものである。ただし、1970年以前に用いていた地図や公文書などによれば両国とも日本領であると認識していたようで、米国の施政時代にも米国統治へ抗議したことはないため、中国と台湾がの領有権主張の動機が油田発見にあることは明らかである。そのため、国際判例上、以前黙認によって許容した関係に反する主張は、後になって許されないとする禁反言が成立する可能性が指摘されている。
海底油田という要素のほかに中国で流布している言説によれば、中華人民共和国との国交樹立締約に怒った中華民国が国交締結前日にいやがらせとして提出した領土主張を、機をみて中華人民共和国側(周恩来)も同日に領有問題の追加主張を開始したところ、これを当時の日本国交渉担当の福田赳夫 大平正芳が「棚上げして後世に託す」という玉虫色のままで国交樹立を妥結させ、今日の領土主張の齟齬にいたったとされている。また、根底には蔣介石の中華思想があったという見解もある。「棚上げ合意」については、龍谷大学の倪志敏が史的経緯を上梓している。
中国とインドの事例(中印国境紛争)では、1954年の周恩来とネルーの平和五原則の合意および中国国内のさらなる安定を待って、インドが油断している機会を捉えて、1962年11月、大規模な侵攻により領土を拡張した。当時はキューバ危機が起きており、世界がそちらに注目している中での中国による計算し尽くされた行動であった。
軍事的優位を確立してから軍事力を背景に国境線を画定するという中国の戦略の事例は、中ソ国境紛争などにも見られ、その前段階としての軍事的威圧は、東シナ海および南シナ海で現在も進行中である。日中国交正常化時の中国側の領土棚上げ論は、中国に軍事的優位を確立するまでの猶予を得るための方便である。2011年現在、中国人民解放軍の空軍力は、日本、韓国、在日在韓米軍を合計したものに匹敵し、インドを含むアジアで最強であり、その急激な近代化がアジアの軍拡を誘発している。このように尖閣問題の顕在化は、中国の軍事力が優位になってきた事がもたらしたものである。
また1968年に地下資源が発見された頃から、中国と台湾は領有権を主張しはじめた。例えば、1970年に刊行された中華人民共和国の社会科地図において南西諸島の部には、"尖閣諸島"と記載され、国境線も尖閣諸島と中国との間に引いてあった。しかし、1971年の版では、尖閣諸島は"釣魚台"と記載され、国境線も日本側に曲げられている。
いずれにせよ、1895年の沖縄県編入に対し、当時の清国はなにひとつ苦情を言っておらず、尖閣諸島はほとんど無視されていたに等しい。また、名実ともに日本の領土となってからも、国際社会の中で特に異議申し立てもなかった。そして、太平洋戦争終結時まで、尖閣諸島は何ら問題なく日本の領土としての扱いを受け続けてきた。対日講和の段階では、条約草案を準備したアメリカ合衆国のみならず、条約に調印しなかったソビエト連邦や講和会議に招かれなかった中華人民共和国も、日本への沖縄返還を支持し、アメリカの沖縄支配は批判しても、沖縄が日本であることを疑問視していなかった。また、サンフランシスコ平和条約においても、台湾と澎湖諸島は日本の領土から切り離され、放棄対象となったが、尖閣諸島は沖縄の一部として扱われ、放棄対象とはならなかった。それは、アメリカが沖縄返還の1972年まで尖閣諸島の施政権を行使したことによっても証明されている。1968年から1972年にかけての5年ほどの間に尖閣諸島が急速に対立状況を生むこととなったのである。日本の外務省も、小冊子やパンフレットなどで常に、尖閣諸島は下関条約に基づき清国より割譲を受けた「台湾及び澎湖諸島」には含まれず、歴史的には一貫して日本の領土である南西諸島の一部を構成しているのであり、中国や台湾の主張は尖閣近海に石油資源が埋蔵されているとわかってからの主張であって、日本はその主張を認めることはできないとしており、その姿勢は一貫している。
1978年4月、機銃で武装した100隻を超える中国漁船が海上保安庁の退去命令を無視して領海侵犯を繰り返した。福田赳夫内閣が抗議すると中国は事件は「偶発的」と応えた。1978年8月に鄧小平が「再び先般のような事件を起こすことはない」と約束し、福田内閣は日中平和友好条約に調印した。
このとき、鄧小平は「われわれの世代の人間は智恵が足りない。われわれのこの話し合いはまとまらないが、次の世代はわれわれよりももっと知恵があろう。その時は誰もが受け入れられるいい解決方法を見いだせるだろう」と発言している。実質的には棚上げし、いつになるか定かでない次世代に託すとしながら、長期にわたって尖閣諸島問題を国境問題として固定化することに成功し、「次の世代」の判断が下されるまでにいくつかの既成事実を積み重ねておくことが可能となったのである。これこそが、中国側の企図したものではなかったと思われる。
船橋洋一による著書「こども地政学」では、「中国は大陸国家(ランドパワー)で、石油がとりにくい。そのために、大陸に接しておらず海洋国家(シーパワー)の日本が持つ尖閣諸島の領有権を主張している」としている。実際、中国人に対する調査では日本人に悪印象を持つ理由として「魚釣島の領有権を主張しているから」との回答が一位になった。

## 各国の立場と主張
中華民国および中華人民共和国は1971年以降、尖閣諸島を「固有の領土」であるとの主張を繰り返している。

### 中華人民共和国の立場
中華人民共和国は、1895年1月の日本の閣議決定は日清戦争の結果としての台湾・澎湖の日本への割譲と実質的には一体であると認識に立っており、『冊封琉球使録』等の古文書の記載等をもとに、これらは明代から中国「固有の領土」であったと主張している。すなわち、尖閣諸島は台湾に付属しており、その台湾は中国に付属しているから、尖閣諸島は中国の一部であるという主張である。中国のメディアもまた「中国的聖神領土釣魚列島」他、神聖な領土と形容している。
排他的経済水域については、海洋法に関する国際連合条約（国連海洋法条約）においては両国の合意により境界を画定すると定めており、海域が両国間で重複する場合には中間線方式で決めるのが原則となっている。中国政府は、東シナ海における境界については中間線方式による合意を拒否しており、南西諸島の西側に沿って走る沖縄トラフまでの大陸棚について、そのすべてに権利があると主張しており、その大陸棚の上に載っている海域すべてが中国の海だと主張している。かつては中国の主張する大陸棚延伸論が認められることもあったが、1994年の国連海洋法条約発効以降は中間線方式が原則となっており、これは国際裁判でも同様の判例が示されている。中国の主張が認められた場合、東シナ海の大半が中国の管轄海域となる。
なお、尖閣諸島周辺に出漁する中国漁民は、福建省の晋江市を拠点としている。晋江は東シナ海と南シナ海へほぼ等距離にあり、国策として両海域に進出する拠点となりうる場所に建設されたと考えられる港湾都市である。尖閣諸島までは500キロメートルも離れているが、晋江の漁民によれば尖閣諸島周辺で獲った魚は格別に高く売れるという。
2010年、中国国家海洋局のまとめた「中国海洋発展報告」には、中国が「本格的に海洋強国の建設に乗り出す」との記載がなされるようになった。

### 中華民国の立場
中華民国の場合、尖閣諸島は台湾に付随する諸島の一つであり、1895年の台湾併合以来、日本に領有権が移ったものというのが公式見解である。しかし、1970年以前に用いていた中華民国の地図や公文書などでは尖閣諸島を日本領であると認識しており、米国の施政時代にも米国統治に対して抗議しておらず、中華民国による尖閣諸島の領有権主張は周辺海域に豊富な天然資源があるとの国連の調査結果が公表されてからである。1971年4月10日、中華民国外交部は、4月9日にアメリカ国務省のスポークマンであるチャールズ・ブレイが「アメリカは来年、尖閣列島を含む南西諸島の施政権を日本に返還する」と発言したことに対して、情報司長談話を発表してこれに対抗し、尖閣列島は中華民国に返還すべきであると発表した。中華民国が尖閣の領有権に関してアメリカ政府に要求したのはこれが初めてである。
また、4月10日午後、アメリカ東部の大学に留学している中国人留学生を中心にした尖閣列島の日本領有に反対するデモ隊が、ワシントンのアメリカ国務省横の広場で集会を開いたのちに、アメリカ国務省、国民政府大使館、日本大使館に向かい、抗議行動を行った。ロサンゼルスでも、中国系のアメリカ人学生200人が日本総領事館にデモ行進を行い、「大東亜共栄圏粉砕」「佐藤内閣打倒」などのプラカードを掲げながら、20分にわたり気勢を上げた。
台湾独立派の政党である台湾団結連盟（台連）は、尖閣諸島は「日本固有の領土である」と主張している。また、中華民国総統であった李登輝は『沖縄タイムス』（2002年9月24日）のインタビューで「尖閣諸島の領土は、沖縄に所属しており、結局日本の領土である。中国がいくら領土権を主張しても証拠がない。国際法的に見て何に依拠するのか明確でない」と語っている。
李登輝はまた、日本は民主国家であり、沖縄県が民主国家の中に置かれていることはきわめて重要である、尖閣諸島は完全に沖縄に属するのであるから、沖縄県全体が日本の領土である以上、尖閣諸島は日本の領土にほかならないと語り、1970年頃に周辺海域に石油の埋蔵が確認されてから、急にこれが自国領土だと言い出して騒いでも国際法からみて何の根拠もないとした。中国の主張については「外できれいな女の子、他人の奥さんを見たからといって、勝手に『これは私の妻だ、私のものだ』と言うのと同じ」と評した。ただし、漁業権については日本と中華民国の間で話し合いをもつ必要があり、かつまた、将来的には日本と中華民国を結ぶ中間地としての沖縄を考えるべきとの見解を示した。日本政府による尖閣諸島国有化後の2013年には、「（中国は）周辺国への内政や領土干渉を繰り返すことによって、自分たちの力を誇示しているのである。こうした中国の動きを説明するのに、私は『成金』という言葉をよく使う。経済力を背景に、ベトナムから西沙諸島を奪い、南沙諸島でフィリピンが領有していた地域に手を出し、そして日本領土である尖閣諸島の領海、領空侵犯を繰り返す中国は、札束の力で威張り散らす浅ましい『成金』の姿そのものである。それこそ私は事あるごとに日本や沖縄の要人、中華民国内部に向けて『尖閣諸島は日本の領土』と言い続けてきた。しかし、肝心の日本の政治家のほうが中国に遠慮して、『尖閣は日本の領土』という態度を示してこなかった。野田前首相の時代に尖閣諸島は国有化されたが、あのような手続きを行ったところで、どれほどの効果があるのか。国が買わないなら都で買う、と表明した石原慎太郎前都知事にしても、彼の個人的な意気を示すだけの話であったように思う。もともと尖閣諸島は日本国民の領土なのだから、日本政府は手続き論に終始せず、中国が手を出してくるなら戦う、ぐらいの覚悟を示す必要がある」と述べている。また李登輝は、中国人民解放軍は、陸軍には覇権を拡張する道がないため、海軍の強化に努めており、尖閣諸島周辺の領海・領空侵犯を繰り返して日本に揺さぶりをかけるであろうが、現在のところ軍事侵攻する可能性は低く、それは日本の同盟国であるアメリカ軍を恐れているからであり、従って中国は尖閣諸島の「共同管理」を突破口にして、太平洋に進出することを狙っており、中国による尖閣諸島の「共同管理」の申し出は断固拒絶すべきであると述べている。
台北市長であった馬英九は、「中華民国は日本と交戦することを躊躇してならず、中華民国は東京に対し漁業域の確定を要求すべき」と発言していたが、総統就任後、2008年秋に尖閣諸島の主権問題の棚上げ・周辺海域の共同資源開発を提案し、漁業権交渉を優先させる方針を明らかにしている。中華人民共和国の海洋調査活動については「問題を複雑化する」として否定的であり、日台間にトラブルに対処する緊急連絡窓口を設けることで合意するなど、「主権問題棚上げ論」に傾きつつある。また、中華民国当局は尖閣諸島問題で中国側との連携、協力は一切しないと再三にわたり言明している。
2008年6月に発生した聯合号事件では、中華民国側が行政院海岸巡防署の巡視船を派遣するなど緊張が高まったが、日本の海上保安庁が謝罪と賠償を表明して収束した。中国漁船衝突事件直後の2010年9月13日には、日本側EEZ内に侵入した中華民国の抗議船を保護する名目で、海岸巡防署巡防船12隻を派遣している。ここでの中華民国政府の行動は冷静であり、日中間の争いには関与せず、中華人民共和国の動きに便乗しようという姿勢もなかった。2012年には中華民国の漁船団を護衛するため尖閣諸島海域に入った中華民国の巡視船が日本の巡視船に放水するという事件があった。
馬英九政権誕生以来、中華民国は積極的な中華人民共和国との経済融和策を推進してきたが、2009年以降は中華人民共和国の過度の経済膨張を冷静に見直し、対日関係の再構築を図るようになってきた。2009年12月の統一地方選挙でも、2010年1月～2月の立法委員補欠選挙でも国民党が敗北した。2010年6月、日本と中華民国は国境問題で大きく前進し、日本は与那国島上空の防空識別圏見直しを実施した。それが可能となったのは、亜東関係協会などによる緊密な日台協力関係のおかげである。また、台湾と共通の経済圏・文化圏を形成してきた長い歴史をもつ与那国町はさかんに台湾との交流関係を進めている。このような動きは石垣市にも広がっている。
2011年の東日本大震災に際しても、台湾から寄せられた義援金は150億円以上（2014年12月31日までに総額253億円）と群を抜いており、その物心両面からの支援は被災地の人々をおおいに勇気づけた。尖閣諸島問題に関しては、過激な活動家が存在することは事実であるが、その多くは反中華民国政府の立場に立っており、バックに中国共産党に近い組織があるといわれている。活動資金も香港経由で中共からもたらされている。中華民国政府に比較的近い筋からは、台湾漁民が尖閣近海に出向きたがるのは漁獲という生業のためであり、漁業さえやらせてくれれば国民感情を抑えることができるという声も聞かれる。
2012年10月19日、中華民国の立法院は尖閣諸島の領有を宣言する決議を史上初めて行った。野党の親民党が提案し、与党の国民党や最大野党の民進党の賛成により可決した。とはいえ、尖閣諸島海域が仮に中華人民共和国領となって一番困るのは実は中華民国である。中華民国当局がこだわっているのは、尖閣諸島の領有権ではなく、むしろ漁業であるという専門家からの意見がある。
2016年1月16日、蔡英文は総統選勝利後の記者会見で「釣魚台（尖閣諸島）は、台湾に属しています」と再び主張した一方、「日本との関係は非常に重視しており、この主権上の争いを関係発展に影響させることは望まない。我々の間には主権やその他の論争が存在するが、我々は日本との関係強化を継続する」とも述べ、従来通り日本との関係強化を図る意志も表明した。

### 日本の立場
日本は「尖閣諸島は歴史的にも国際法上も明らかに日本固有の領土であり、かつ、実効支配していることから、領土問題は存在せず、解決すべき領有権の問題はそもそも存在しない」とする立場を取っている。日本の国内には民間レベルで灯台の建設を進めたり、定住しようとする計画もあるが、日本政府はそれを押し留めている。
国連海洋法条約は、平和や安全、秩序を脅かさない限り、軍艦であっても他国の領海を自由に通航できる無害通航権を定めているが、日本政府は「中国が無害通航を主張することは、日本の尖閣諸島領有権を認めることと同義になるため、中国が無害通航を求める可能性は低い」とみており、中国軍艦が尖閣諸島の領海へ侵入した場合、無害通航を認めず、海上警備行動を発令して自衛隊の艦船を派遣し、中国軍艦に速やかな退去を促す方針である。また自衛隊は尖閣諸島防衛のために2016年3月に与那国島に与那国駐屯地を開設、約150人を配備した。

### アメリカの立場
アメリカは尖閣諸島を日本へ返還する際、中台両国の領有権主張にも配慮し、主権の帰属については判断を避けた。1972年5月に、アメリカニクソン政権でキッシンジャー大統領補佐官の指導の下、ホワイトハウス国家安全保障会議において「尖閣諸島に関しては（日中などの）大衆の注目が集まらないようにすることが最も賢明」とする機密文書をまとめた。同年2月に訪中に踏み切ったニクソン政権にとって歴史的和解を進める中国と、同盟国日本のどちらにつくのかと踏み絵を迫られないようにするための知恵だった。この機密文書には、日本政府から尖閣諸島が日米安保条約が適用されるかどうか問われた際の返答として「安保条約の適用対象」と断定的に答えるのではなく「適用対象と解釈され得る」と第三者的に説明するように政府高官に指示している。
1996年9月15日、ニューヨーク・タイムズ紙はモンデール駐日大使の「米国は諸島の領有問題のいずれの側にもつかない。米軍は条約によって介入を強制されるものではない」という発言を伝え、10月20日には大使発言について「尖閣諸島の中国による奪取が、安保条約を発動させ米軍の介入を強制するものではないこと」を明らかにした、と報じた。この発言は日本で動揺を起こし、米国はそれに対して、尖閣は日米安保5条の適用範囲内であると表明した。米国政府は1996年以降、尖閣諸島は「領土権係争地」と認定（「領土権の主張において争いがある。」という日中間の関係での事実認定であって、米国としての主権に関する認定ではない。）した。その一方では、日本の施政下にある尖閣諸島が武力攻撃を受けた場合は、日米安保条約5条の適用の対象にはなる、と言明している。この見解は、クリントン政権時の1996年米政府高官が示した見解と変わらないとされる。ブッシュ政権時の2004年3月には、エアリー国務省副報道官がこれに加え「従って安保条約は尖閣諸島に適用される」と発言し、それが今でも米政府関係者から繰り返されている。ただし「安保条約5条の適用」は米国政府においても「憲法に従って」の条件付であって米軍出動は無制限ではない（条約により米国に共同対処をする義務が発生するが「戦争」の認定をした場合の米軍出動は議会の承認が必要である）ことから、「尖閣諸島でもし武力衝突が起きたなら初動対応として米軍が戦線に必ず共同対処する」とは記述されていない（これは尖閣諸島のみならず日本の領土全般に対する可能性が含まれる）。むろん「出動しない」とも記述されていない。第5条については条約締改時の情勢を鑑み本質的に「軍事大国日本」を再現することで地域の安定をそこなわないための米国のプレゼンスに重点がおかれているものと一般には解釈されている。なお、米国の対日防衛義務を果たす約束が揺るぎないものであることは、累次の機会に確認されていると日本の外務省は主張している。
2009年3月、アメリカのオバマ政権は、「尖閣諸島は沖縄返還以来、日本政府の施政下にある。日米安保条約は日本の施政下にある領域に適用される」とする見解を日本政府に伝えた。同時に、アメリカ政府は尖閣諸島の領有権（主権）については当事者間の平和的な解決を期待するとして、領土権の主張の争いには関与しないという立場を強調している。
2011年11月14日、フィールド在日米軍司令官は日本記者クラブで記者会見し、尖閣諸島について日米安全保障条約の適用対象とする従来の立場を確認しつつも、「最善の方法は平和解決であり、必ず収束の道を見つけられる。軍事力行使よりもよほど良い解決策だ」と述べ、日中関係改善に期待を示した。
2010年9月に起こった尖閣諸島中国漁船衝突事件の際は、ヒラリー・クリントン国務長官は、日本の前原誠司外務大臣との日米外相会談で、「尖閣諸島は日米安全保障条約第5条の適用対象範囲内である」との認識を示し、同日行われた会見でロバート・ゲーツ国防長官は「日米同盟における責任を果たす」「同盟国としての責任を十分果たす」とし、マイケル・マレン統合参謀本部議長は「同盟国である日本を強力に支援する」と表明している。
2012年11月29日、米上院は本会議で、日米安保条約第5条に基づく責任を再確認する」と宣言する条項を国防権限法案に追加する修正案を全会一致で可決した
。
2012年12月14日、中国機が記録上初めて日本の領空を侵犯した。飛行高度60メートルとされ、侵犯した領空は尖閣諸島上空であり、日本政府は中国政府に抗議した。また米国政府は中国政府に懸念を直接伝え、日米安全保障条約の適用対象であることなど、従来の方針に変更はないとも伝えたことを国務省は同日記者会見で明らかにした。
2013年1月2日、前月20日アメリカ下院、翌21日アメリカ上院で可決された尖閣諸島が日米安全保障条約第5条の適用対象であることを明記した条文を盛り込んだ2013年会計年度国防権限法案に、オバマ大統領が署名し、法案が成立した。
2013年3月21日、岩崎茂統合幕僚長と、サミュエル・J・ロックリア太平洋軍司令が会談し、尖閣諸島での有事に対処する共同作戦計画を策定することで合意した。2013年7月、アメリカ上院は東シナ海と南シナ海での中国の「威嚇行為」を非難する決議を採択した。
2014年4月6日、チャック・ヘーゲル国防長官は、小野寺五典防衛大臣との会談で、尖閣諸島は日本の施政権下にあり、日米安全保障条約の適用対象に含まれると明言した。ヘーゲルは2014年4月8日、常万全国防相と会談し、アメリカは日米安保条約などで定められた同盟国の防衛義務を「完全に果たす」と主張した。2014年4月11日、第三海兵遠征軍司令官のジョン・ウィスラー中将は、星条旗新聞で「尖閣諸島を占拠されても、奪還するよう命じられれば遂行できる」と主張した。
2014年4月24日、国賓として来日したオバマ大統領は、安倍晋三内閣総理大臣との首脳会談後の共同記者会見と共同声明で、沖縄県尖閣諸島が日米安全保障条約第5条の適用範囲内にあるとし、米国が対日防衛義務を負うことを表明した。また、これに先立つ来日前の4月23日、読売新聞の単独書面インタビューに応じたオバマ大統領は、沖縄県尖閣諸島が日米安全保障条約第5条の適用範囲内にあるとし、歴代大統領として初めてこの適用を明言している。
2014年9月30日、アメリカ国防副長官であるロバート・ワークがワシントン市内の講演で、「尖閣奪取の企てがあれば対応し、同盟国の日本を支援する」と述べた。
2016年1月27日、アメリカ太平洋軍のハリス司令官は「尖閣諸島の主権について米国は特定の立場を取らない」と従来の見解を繰り返しつつ、「中国からの攻撃があれば、我々は必ず（日米安全保障条約に基づき尖閣諸島を）防衛する」と米軍の軍事介入を表明した。アメリカ政府・軍関係者が、尖閣諸島について中国を名指しし防衛義務を述べることは異例であるとされている。

## 争点
尖閣諸島を巡る日中間の争点については以下、日中両国の主張を整理する。
1971年12月30日、中華人民共和国外交部声明は釣魚台は中国領であると主張した。また、中国に領域権原があるという主張は日本の歴史学者井上清の1972年の著書『「尖閣」列島』でも行われた。井上の主張について、1972年7月28日の竹入義勝公明党委員長との会談で周恩来は「尖閣列島の問題にもふれる必要はありません」と述べたうえで「石油の問題で歴史学者が問題にし、日本でも井上清さんが熱心」であると述べた。この会談での周恩来の発言について村田忠禧は、あえて井上の名前を出したことは井上の研究成果に耳を傾けるよう促しているのであるとし、井上と同じく中国に領有権があると主張している。なお黄文雄は、井上の著書『「尖閣」列島』を「井上清・元京大教授の『「尖閣」列島』は、その内容がまちがいだらけで完膚なきまでに論破されている。中国の外務省は今でも、台湾で出版された同書の漢訳本を論拠としている。中国政府が2012年9月25日にやっと出した『釣魚島白書』は、かつての『台湾白書』同様、嘘だらけのもので、逆に中国政府は嘘のかたまりであることを世に知らしめた」と評している。以下の争点の表では、こうした中国政府以外の、中国に領有権があるとする主張についても記載する。
日本の主張は外務省HP「日本の領土をめぐる情勢 尖閣諸島に関するQ&A」（平成25年6月5日）にまとめられているが、政府以外の日本に領有権があるとする主張についても記載する。

### 決定的期日
国際法判例のひとつのプレア・ビヘア寺院事件では、紛争発生以降の片方の当事国による実効的支配が領有権主張の有利な条件と認められなかった。この紛争発生の時点を決定的期日 (Critical date) といい、国際裁判で領土をめぐる紛争を審理する場合、どのような事実に対し国際法の原則と規則を適用するかが重要になるが、紛争国は互いに自国にとって有利になる行動や措置を実行しているので、時間的範囲を決定する必要がある。この場合中国側が領有権を主張し始めた以降の日本の実効的支配や中国と台湾による主権行使行動については認められないことになる。国際司法裁判所の判例（1953年のマンキエ・エクレオ事件）も、紛争が発生した日以後の紛争当事国の行動を重視しないとしている。そのため、決定的期日以前の紛争国の行動が審議されることになる。裁判例としてクリッパートン島事件がある。

### 誰が最初に発見し、実効支配をしたか
日本側の主張では尖閣諸島は中国に属したことは一度もなく、先占を領有権の根拠としている。尖閣諸島の西方には、1461年から1871年まで、歴代の中国王朝の領土線が存在し、尖閣は一貫して領土外であったとする。
国際法上の領域権原としての先占は、権原取得のための事実が不明確であるゆえに紛争が発生することがあり、1928年のパルマス島の判例では先占や時効ではなく、「領域主権の継続的かつ平穏な行使」が有効とされた。また、東グリーンランドの裁判において「定住に向かない、無人の地では、他国が優越する主張をしない限り微かな実効支配でも有効」と判示され、近年の無人島の判例（リギタン・シパダン島等）でも支持されている。また、マンキエ・エクレオの判例（1953年）において、中世の諸事情に基づく間接的推定は実効支配と認定されず、当該地の課税や裁判の記録等の司法、行政、立法の権限を行使した直接的証拠が必要とされた。
| 北京政府・台北政府・中国領論者の主張 | 日本政府・日本領論者の主張 |
| --- | --- |
| 洪武5年(1372年)に福建三十六姓が皇帝から琉球国を下賜された。その航路上で必ず尖閣を経由したはずであり、発見者は明国人である。 | 尖閣海域で操船した琉球人は閩人(福建人)の子孫「三十六姓」だが、『皇明實録』嘉靖26年(1547年)の記録によれば、早くから琉球国に入籍していた。三十六姓の祖先は洪武25年(1392年)に琉球国に入籍したとされるが、それよりも前に、洪武5年(1372年)からほぼ毎年のように琉球国は福建まで往復渡航の船を派遣しており、尖閣航路を土着の琉球人が先に知っていた上で帰化人三十六姓に教えたと推測される。よって琉球人が中国人より先に尖閣諸島を発見していた歴史は明らかである。 洪武五年（1372）に楊載が第一次渡琉した際、復路のみ琉球から福州まで久米村祖先の福建人が導航したことが、その後の久米村通事の誇るべき祖業として歴代記載される。よって往路では皇帝欽命使節楊載を福建人が導航しなかったことが分かる。よって第一次渡琉の水先案内人は琉球人であったことが分かる。 |
| 北小島、南小島は「薛坡蘭」（せっぱらん）と呼ばれ、地誌に記載されている。 | 「薛坡蘭」（せっぱらん）は台湾の花蓮であることは史学の常識であり、尖閣とは全く無縁だ。北小島、南小島、沖の北岩、沖の南岩、飛瀬については中国の古文書に記載すらなく、日本の無主地先占は確定している。 また沖縄本島の住民は、尖閣列島を「ユクン・クバジマ」、八重山では「イーグン・クバジマ」と呼んでいた。また、沖縄の先島諸島では、魚釣島をユクン、久場島をクバシマ、大正島を久米赤島と呼んでいた。他にも沖縄では、魚釣島をヨコンシマ・和平山、大正島をエクンシマ、久場島をチャウス島、北小島を鳥島やシマグワー、南小島を蛇島やシマグワーなどと呼んでいた。 |
| 1403年（明代）に著された『順風相送』という書物に釣魚台の文字がある。 | 『順風相送』原写本の巻前付記には西洋航路だけが載っており、前半の西洋部分は1403年に成立し、後半の東洋部分は1570年以後に成立し、後から付加された。後半の末尾に載る尖閣航路は、1403年とは無関係である。『順風相送』後半には「長崎にポルトガル人がいる」と記されているので、『順風相送』後半は長崎が開港しポルトガル人が居住し始めた1570年頃より後に著された書物である。また、『順風相送』に記された尖閣航路は中国の一般的な航路とは異なる琉球人に特有な航行なので、この航海の記述は琉球側の記録に依存している。 |
| | 1461年の明国『大明一統志』には福建省・浙江省など各地の東端が「海岸まで」と明記されており、明国の東端は海岸までである。また琉球の西端は赤嶼（今の大正島）までだと明の冊封使・郭汝霖が明の皇帝に上奏している。東端と西端との間は無主地である。 |
| 1534年の冊封使陳侃（ちんかん）の報告書『使琉球録』に「釣魚台を目印に航行した」との記述がある。このように明の時代にすでに中国人が釣魚台（尖閣諸島）の存在を知っていたのは明らかであり、釣魚台を最初に発見したのは中国人である(井上清)。同『使琉球録』に「平嘉山を過ぎ、釣魚嶼を過ぎ、黄毛嶼を過ぎ、赤嶼を過ぎ」、「古米山〔久米島〕が見えたが、すなわち琉球に属する」とあり、また久米島には琉球側の役人が出迎えた。これは久米島から琉球の領内であったことを明かしてをり、そこから以西の尖閣は中国領である(村田忠禧)。 | 最古の記録の陳侃を乗せた冊封船は、朝貢に来た琉球人の先導と操船によって運用され、このことを陳侃は出航前に非常に喜んでおり(「陳侃の三喜」という)、中国が発見する前に琉球人が発見し航路として使用していた証拠である 。久米島で役人が迎えたのは琉球国の西端を示し、一方明国の東端は「大明一統志」など諸史料に記載の通り大陸沿岸であった。中間の尖閣は無主地である。 陳侃『使琉球録』は尖閣最古の記録であり、最古からすでに琉球記録の書中に尖閣が出現するのであるから、既に琉球文化圏として陳侃は認識してゐる。チャイナ國内の地理書には尖閣釣魚嶼は一度も出現しない。 |
| 1556年の鄭舜功『日本一鑑』に「釣魚嶼、小東小嶼也。」とあり、小東は台湾である。 | 『日本一鑑』の「小東」は台湾島ではなく、福建から見た近東海域(台湾を含む)である。『日本一鑑』の中で台湾島は「小東島」「小東之島」と記載されている。また漢文地誌用語には大遠小近という法則性があり、大琉球は沖縄、小琉球は台湾島、大西(大西洋)はヨーロッパ付近、小西(小西洋)はインド付近、大東(大東洋)は日本付近である。小東＝近東＝小東洋の海域には釣魚嶼だけでなく与那国島も含まれ得た可能性があり、釣魚嶼が台湾附属島嶼だった証とならない。そもそも小東・小東洋は台湾が中国の領域外だったことを示す用語である。 鄭舜功『日本一鑑』の「萬里長歌」では、上聯で臺灣附近及び小東の釣魚嶼、下聯で黄毛嶼(久場島)及び琉球諸島を詠ずる。かりにこの釣魚嶼が尖閣魚釣島であれば、魚釣島と久場島との間の狹い個所で臺灣海域と琉球海域とを上下聯に分けたことになり、漢詩として極めて不自然である。よって上聯の小東の釣魚嶼は臺灣北方諸島の一つを指す。以後歴代記録でも黄尾嶼と赤尾嶼とが相互接近の景として詠じられることが多く、その場合は黄尾が尖閣魚釣島、赤尾が久場島を指し、『日本一鑑』で小東の釣魚嶼と區別する系統を承け繼いでゐる。この系統では釣魚嶼は小東(臺灣附近)の別島であり、尖閣ではない。。 また、当時の中国は台湾を統治しておらず、『明史』でも台湾は「東蕃」として外国列伝に収録されており、台湾は外国であった。したがって台湾が中国領土でなかった以上、尖閣諸島が中国領土であった証拠とはならない(台湾が清に編入されたのは1684年)。 |
| 明国の冊封使郭汝霖が『石泉山房文集』及び『重編使琉球録』で述べる「赤嶼」の「界」は、中国の界であり、琉球の界は久米島までである。 | 1561年(嘉靖40年)、明国の冊封使郭汝霖が上奏文 で「嘉靖40年5月28日に洋行を始め、行きて閏5月3日に至り、琉球境に渉る。界地は赤嶼と名づけられている」と記す。「赤嶼(せきしょ)」は現在の大正島。同じ郭汝霖の『重編使琉球録』によれば閏5月6日の午刻でもまだ久米島に到達しないため、閏5月3日の「琉球境」は久米島でなく赤嶼である。尖閣最東端の赤嶼から琉球国が始まる。 また『歴代宝案』巻30に、1558年「琉球国王が天使(冊封使)の船を導引して琉球国に到らしむ」と記録される。この年福建に渡航して、1561年の明国の冊封使郭汝霖を導引したことを指す。同じく『歴代宝案』巻30に、1560年「琉球国王が天使(冊封使)の船を導引して琉球国に到らしむ」と記録される。この年福建に渡航して、1561年の明国の冊封使・郭汝霖を導引したことを指す。したがって「赤嶼と名づけらる」は琉球人が郭汝霖に告げたと考えられる。 |
| 明代1562年の倭寇討伐の最高統帥である胡宗憲と鄭若曽の著作『籌海図編(ちゅうかいずへん）』(四庫全書)にある「沿海山沙図」と言う海図に釣魚台が描かれており、「明、清時代以来、中国の海防の管轄範囲」に含まれていた。また、『籌海図編』巻二「福建使往日本針路」には「梅花東外山至大琉球那覇」とあり、これらは当時の明朝政府が遷界令を出すなど沿海海防に注意を払っており、防衛対象に釣魚嶼、黄尾嶼、赤尾嶼が含まれていたことを明かす(鞠徳源、村田忠禧)。 | 『籌海図編』の「福建兵防官考」に記載された明国外海防の管轄範囲は、全て福建沿岸十数キロメートルの範囲内であり、尖閣は明確に範囲外である。大明一統志の「領土は海岸まで」の基準によれば、これら沿岸島嶼は全て国外である。更に『籌海図編』の同時代諸史料でも明国の海防範囲は沿岸島嶼にすら到達せず、沿岸島嶼は倭寇に占領されていて、戚継光らが倭寇を撃破したのは大陸海岸においてである。また同じく『沿海山沙図』には「釣魚嶼」だけでなく当時は倭寇の根拠地であった台湾島北端の山「鶏籠山」も記されている。また『沿海山沙図』では化瓶山(花瓶嶼)が釣魚嶼より東に書かれており不正確である。『籌海図編』巻四「福建沿海総図」には尖閣諸島も、さらに台湾、基隆嶼、彭佳嶼も描かれておらず、当時明は本土沿岸の防衛にも汲々としており、防衛力は澎湖島にさえ及んでいなかったのであり、『沿海山沙図』に尖閣諸島が記載されたのは逆に「敵方区域」であることを示す。 |
| 1562年『籌海図編』の「沿海山沙図」で尖閣附近に見える橄欖山は、今の南小島・北小島である。 | 『籌海図編』の「沿海山沙図」で尖閣付近に見える「橄欖山」は、今の南小島・北小島ではなく、福建省寧徳市三都澳の沿岸の島「橄欖嶼」であり、尖閣の西方170キロメートルほどの位置にある。 「橄欖山」の傍らには「酒嶼」も見えるが、明の古書「寧徳県志」では「橄欖嶼」「酒嶼」とも福建省寧徳県沿岸部の島名として記録される。さらに「橄欖嶼」を「一丸（いちがん）」（球形もしくは楕円形）と詠んだ漢詩も古書に引用されるが、尖閣諸島の南小島・北小島は球形ではない。現在でも福建海岸の寧徳市三都澳には「橄欖嶼」が存在し、景勝地とされる。 |
| | 1566年の鄭若曾「江南経略」 巻八「洋山記」に、杭州湾の外側の嵊泗列島中の羊山が「限華夷」（華夷を限る）と述べる。嵊泗列島が西の明国と東の国外との中間に位置することを指す。また曰く「陳銭者、中国海山之尽処也」（陳銭とは、中国海山の尽くる処なり）と。陳銭は嵊泗列島の最東端に位置し、明国の最東端だという意である。「洋山記」は『武備志』巻209にも引かれ、東シナ海全域に対する中国の海防範囲が沿岸島嶼までに過ぎないことを総合的に示す。 |
| | 1579年（万暦7年）に成立した蕭崇業(しょうすうぎょう)「使琉球録」には「彼の国の夷船、汛を以て期す、宜しく境上に候ふべし。乃ち戊寅（西暦1578）年、独（ひと）り爽（たが）ひて至らず」とある。この汛（しん）とは季節風のことで、年末の季節風に乘って琉球船が福建に来航し、翌年使節船が出航するまで「境上」で伺候するのが通例だったという意である。福建海岸の国境から琉球航路への出航を待つのだから、尖閣は必然的に境外である。通例だから二度以上は前例があったことになるが、前の二度は最古の陳侃（1534年）及び、二番目に古い郭汝霖（1561年）だけであり、最古の記録から既に国境は福建海岸であった。 |
| 1606年の冊封使である夏子陽「使琉球録」にも久米島が見えると同航した琉球人が喜び、出迎えにきた久米島の頭目が海螺数枚を献呈したことが記載されており、久米島が琉球の境界であった(村田忠禧)。 | 夏子陽「使琉球録」には「渡海所用の金銀酒器、共じて二百三十余両を以て、これを境上に追送す」とある。これは使節船が琉球へ出航する前に、福建の長官が国境付近まで金銀酒器を届けて来たという記述であり、ここでも国境は尖閣でなく大陸の海岸を指す。 |
| | 1616年、明国の「湘西紀行」「東西洋考」「盟鴎堂集」によれば、日本から台湾征討のため派遣された使者明石道友が漂流し、福建沿岸の東湧島（今の馬祖列島東端）に停泊した。その際、明国の偵察員に対し「大明の境界に入らず」（明国の領土には立ち入っていない）と述べた。明石は出航前にも、長崎代官から「天朝の一草一粒をも犯すを許さず」（明国の領土に立ち入るな）と厳命されていた。この史料では、日本が明国の領土を犯さないように、東湧から東が無主地だと事前確認した上で渡航したことを示している。当時の尖閣航路は季節風を利用する帆船の一本道で、その西の出入口に東湧が位置するため、尖閣航路全体を無主地として日本側が確認していたことが分かる。またこれは1895年の尖閣編入の際の明治政府の確認が決して一夜づけでなかったことを示す証拠でもあり、中国側の『盗んだ』などの主張は成り立たない。 |
| | 明国の公式日誌『皇明実録』西暦1617年8月1日に収める皇帝への上奏文によれば、福建海道副使(沿岸警備と外交の長官)韓仲雍は長崎からの使者明石道友を逮捕・尋問した。韓仲雍は福建省の支配海域が福建最北端の台山島から最南端の彭山島まで六島の内側だと明石に告げた。いずれも沿岸島嶼であり、特に沿岸から約40kmの東湧島（現在の馬祖列島東端・東引島）は尖閣航路への入り口である。したがって尖閣航路上の全島嶼は明国支配外である。また韓仲雍は、六島線の外側の海は「華夷の共にする所なり」として、中国でも他国でも自由に使える海域だと説明した。したがって尖閣海域は公海であった。 |
| 施永図編纂『武備秘書』巻二「福建防海図」（1621年〜1628年）にも釣魚嶼、黄尾嶼、赤尾嶼が含まれていた(鞠徳源、村田忠禧)。 | 施永図編纂『武備秘書』巻二「福建防海図」は、『籌海図編』の「沿海山沙図」と同一である。 |
| 正保年間（1644年〜1647年）の薩摩藩作成「琉球国絵図」(島津家文書)は奄美諸島、沖縄本島、先島諸島の3枚があり、宮古島の北にある珊瑚礁まで描かれている。しかし描かれたのは琉球と三十六島であり、釣魚嶼、黄尾嶼、赤尾嶼は含まれない(村田忠禧)。 | 中国側の主張は、中国の国境を無視して、琉球国の国境だけを問題にしている。琉球国境まで全て中国の領土であり、尖閣も含まれるという論法である。実際には福建沿岸及び台湾東北海岸に中国国境が存在したが、彼らの論法では完全に無視している。あらゆる史料にこの論法をあてはめただけの単純な話である。両方の国境の中間の尖閣は無主地であった。 |
| | 1662年、冊封使張学礼は福州より出航し、その翌日に『使琉球記』に「白水一線有り、南北に横互す。舟子曰く分水洋を過ぎたりと。此れ天の中外を界する所以の者なり」と記述している。中外分水の箇所は福州から遠からず、清国の海域はそこで終わり、釣魚嶼は遠く清国の界外にある。 |
| 1683年、清の冊封使汪楫は赤嶼の東に「中外之界」があったと記録する。これは中国と外国との分界である。赤尾嶼と久米島の間に「郊」とあり、これが「中外ノ界」であったと説明される。 | 1683年、清の冊封使汪楫の「観海集」の漢詩の題によれば、福州を出航し、福建沿岸約15キロメートルの東沙山（馬祖列島の一つ）で「閩山の尽くる処」(福建省の終わり)と記録しており、そこから東の尖閣も「中外之界」も共に清国外である。また「中外」は琉球の内外を指し、「中外の界」は赤嶼の東の遠からぬ海域であり、歴代史料の琉球の西界と一致する。歴代記録には琉球道教の風水観念「案山」「鎮山」等が載り、汪楫が聞いた「郊」も琉球道教の風水語である。「案山」は風水穴の前の低く小さな山のことで、那覇の前方(西方)の渡鳴喜島(土納己山)を指す。「鎮山」とは「表鎮」であり、各州の主山のうち外に近いものを指し(周礼賈疏に拠る)、黄河文明では海に近い泰山になぞらえ得るが、琉球では国境線付近の久米島(古米山)を指す。「郊」は城邦の内外の界線であり、琉球では領土領海の西端ラインである。また徐葆光の詩句に「中山の大宅、中央に居す」とあるのも琉球を中とする風水観念である。また那覇の首里王府は東に坐し西に面する構造で知られ、1534年の陳侃の時からすでに怪事として記録されている。清国初期の琉球の首相蔡温は長篇の奏疏を書いて、これを北に坐し南に面するよう建て替えることに反対した。ここから分かることは、琉球の国のかたちは西を前としており、中(東)から外(西)に向かって順次「弁岳」(背後の鎮山)、「大宅」(那覇)、「案山」(土納己)、「鎮山」(久米島)、「郊」(中外之界)、「界地」(赤嶼)、尖閣(界外)と、整然と列する。これらの道教の術語を統一的に理解すれば、中外の界は琉球の内外であり、清国の内外ではない 。「使琉球雑録」によれば、汪楫は台湾海峽で南寄り針路を取ったが、大きく南にそれたので、最終的には琉球人の主張する北寄り航路を採用したが、琉球人の北寄り、福建人の南寄りというのは長年にわたる争いであった。熟練の琉球人は北寄りに東シナ海を直航したが、未熟な福建人は南寄りで台湾島など島づたいに進みたがったのであり、したがって汪楫の時に台湾海峽以東で針路を司ったのは琉球人であり、赤嶼附近で汪楫に「中外の界」を告げたのも琉球人であった。赤尾嶼と久米島の間の「郊」は、久米島から琉球領土と記述したのではなく、航路の目標として記載したにすぎない。「郊」や「中外の界」は、国の内外の境という意味でなく、水域や海流の内外のことである。1534年「使琉球録」、1561年「重編使琉球録」、1683年「使琉球雑録」、1719年「中山伝信録」などの冊封琉球使の記録から解読できるのは久米島が琉球に属するということだけである。 |
| | 台湾が清に編入されたのは1684年であるが、この時に尖閣諸島も編入された証拠はなく、同年清朝政府が編集した『福建通誌』や1838年の『重纂福建通誌』でも記載はない。また清朝編入以降の台湾府誌でも、台湾の北端は鶏籠嶼とされ、花瓶嶼、棉花嶼、彭佳嶼さえも行政範囲ではなく、それより遠い尖閣諸島が編入されたのではない。 |
| 村田忠禧によれば、1719年の徐葆光「中山伝信録」では「姑米山」を「琉球西南方界上鎮山」とし、また「福州五虎門至琉球姑米山共四十更船」とある。1756年の周煌「琉球国志略」の「琉球国全図」でも琉球最南端は「由那姑」（与那国島）、最北端は「奇界」（喜界島）、西端は「姑米山」で、釣魚嶼、黄尾嶼、赤尾嶼は琉球に属しない島々は書かれていない。また、「輿地」では姑米山を基準にして針路を取るとある。また、潘相の『琉球入学見聞録』には久米島で琉球側から出迎えがあったと書かれており、これらの記録から琉球国の領域は久米島からであった。また、釣魚嶼、黄尾嶼、赤尾嶼と、久米島との境界には海溝があり容易に渡航できないにも関わらずこの航路を使用したのはこれが政府公式の航路であったためで、中国の領海意識は明確である。                                                       | 村田忠禧の主張は、中国の国境を無視して、琉球国の国境だけを問題にしている。琉球国境まで全て中国の領土であり、尖閣も含まれるという論法である。実際には福建沿岸及び台湾東北海岸に中国国境が存在したが、彼らの論法では完全に無視している。あらゆる史料にこの論法をあてはめただけの単純な話である。両方の国境の中間の尖閣は無主地であった。また、村田のいう政府公式の航路（釣魚嶼、黄尾嶼、赤尾嶼）とは、琉球人の案内に頼る航路であった。琉球人はほぼ毎年のように尖閣航路を渡航し、熟練していたため、直線的航路を好んだ。 |
| 琉球国正史『中山世譜』(1724年改訂)では「明以来、中華人の称する所の琉球三山六六島なる者即ち是なり」とあり、三十六島までが領域である(村田忠禧)。 | 村田忠禧の主張は、中国の国境を無視して、琉球国の国境だけを問題にしている。琉球国境まで全て中国の領土であり、尖閣も含まれるという論法である。実際には福建沿岸及び台湾東北海岸に中国国境が存在したが無視している。あらゆる史料にこの論法をあてはめただけの単純な話である。両方の国境の中間の尖閣は無主地であった。 |
| | スペイン国立図書館が保管するアジア地図『カルテ・ディ・アジア Carte d'Asia）』(1730年)では尖閣諸島（ル・グランデ LeGrande）を日本領（琉球王国）として記載している。 |
| 1736年の『台海使槎録』では台湾の葛瑪蘭(宜蘭)の項目に「釣魚台」が載っており、今の宜蘭の所属領土である。釣魚台とともに載る「薛坡蘭」は尖閣の南北小島である。 | 『台海使槎録』では、台湾の葛瑪蘭(宜蘭)の項目に「薛坡蘭」（花蓮）とともに「釣魚台」が載っており、花蓮は宜蘭の外であり且つ当時の清国の外であるから、釣魚台も宜蘭の所属領土ではない。薛坡蘭は現在の花蓮の地名「奚卜蘭」と同音の轉であり、諸史料では泗波蘭、薛波蘭、秀孤鸞、秀姑巒、芝波蘭、芝舞闌、薛波闌、繍孤鸞、秀孤鸞、秀姑蘭などに作る。また「釣魚台」は台湾島の鶏籠の北方にもあり、全魁《乘槎集》、周煌《海東集》、陳観酉《含暉堂遺稿》が証となる。『台海使槎録』の釣魚台は琉球航路上で記述されたものではなく、鶏籠の北方の釣魚台である可能性が高い。尖閣だとは言えない。尖閣を台湾附属島嶼とする依拠はこの系列だけなので、附属島嶼説は根本から否定される。『台海使槎録』の釣魚台がどの島を指すかについては諸説ある。白壽彝『中国通史』(上海人民出版社1991)第十巻「台湾的開発」p. 366では秀姑巒溪口だとする。程大学『台湾開発史』(衆文図書公司1991)p. 114では台東だとする。安倍明義『台湾地名研究』(番語研究会1937)によれば台東の三仙台が古名釣魚台であり、黎蝸藤『釣魚台是誰的』(五南2014)p. 69はこれに基づき『台海使槎録』の釣魚台は三仙台かも知れないと推測する。平野聡は、黎蝸藤の見解に賛同する。中華民國臺灣省政府の公式地理書『臺灣省通志』では、『臺海使槎録』の系列の釣魚臺を臺東縣の島として公式認定し、尖閣ではない。 |
| | 1743年に清の乾隆帝の命により編纂された地理書『大清一統志』の第335巻には、台湾府の北東端が「鶏籠城」（現基隆市）と記され、また同本に収録の「台湾府図」にも「鶏籠城界」と書かれており、その更にはるか東北の尖閣群島は清国の界線外であることが明示されている。 |
| | 1743年、清の署理福建巡撫・周学健の上奏文に、同年5月に琉球国の官船の出国記録があり、出国後に馬祖列島まで護送したと述べる（中国第一歴史档案館「中琉歴史関係档案」）。これは18世紀の「清朝通典」巻60と「大清会典」巻56、琉球朝貢船が帰国する時、福建の役人が朝貢使を辺境より送り出す、伴送して境を出でしむ、とする出国規定に合致する。尖閣は更に300キロメートル先なので、清国国境外である。 |
| | 1756年、清国の冊封使全魁『乘槎集』の十四首の漢詩で西から東への航路を詠じる。その第五首で中国大陸が遠く消え去り、第六首で螺旋形（卷き貝）の如き釣魚台を遠望する。第七首で大洋を高速で進み、第八首で華夷の界を詠じ、第九首で黄尾嶼が赤尾嶼に連なると詠じる。詩中の「釣魚台」から黄尾嶼までの間は長距離であるが、尖閣魚釣島から黄尾嶼（久場島）までの間は30キロメートルの短距離であり、一致しない。これらの「釣魚台」は台湾北方三島を指す。 |
| 江戸時代の1786年(天明6年)に日本の経世論家林子平によって書かれた『三国通覧図説』の付図『琉球三省并三十六嶋之図』 という地図で、九州を含む日本が緑色、琉球王国は薄茶色で彩色されているのに対して、尖閣諸島が中国大陸と同じ色で彩色されている。これは日本においても尖閣諸島が中国の領土と認識されていた証である(井上清、村田忠禧)。 | 『三国通覧図説』の「琉球三省并三十六嶋之図」 では、台湾を黄色、尖閣を桃色に分けて彩色しており、中国政府の「台湾の附属島嶼」という公式見解を否定している。中国政府は付属島嶼説を棄てるか、『三国通覧図説』を棄てるか、いずれか一つを選ばねばならない。 また、台湾を中国と異なる黄色で彩色しており、大きさを沖縄本島の3分の1に描いており不正確な地図である。また、台湾島内に記載された「台湾県」「諸羅県」「鳳山県」は、対岸の福建省に属する公式の行政府でありながら、大陸側は赤、台湾は黄であるから、色分けと公式領土とが全く一致しない。また小笠原諸島と蝦夷地はそれぞれ日本とは異なる桜色と橙色で彩色されている。しかも林子平は当時、仙台藩伊達家の家臣であって琉球王国の尚氏とは無関係であり、また同書は林子平が私人としての見解を示したものに過ぎず日本政府の見解を反映したものでもない。幕府は『三国通覧図説』を「地理相違の絵図」として著者林子平を罰しており。したがってこの地図の彩色と領土とは全く関係しない。なお林子平は注釈で『中山伝信録』（1722年）を参考に作成したと書いている。 |
| | 1804年、ドイツのシュティーラー「支那地圖」(Charte von China)ではラペルーズの探査記録にもとづき、釣魚臺を琉球の欄線中に置き、琉球と同じ黄色に塗る。該圖は地方行政單位で分色し、琉球欄中の薩摩國を赤色に塗りながら、釣魚臺は分色しない。明らかに琉球に歸屬させる意圖である。 |
| 1810年日本山田連の《地球輿地全圖》では釣魚台・黄尾嶼・赤尾嶼を清国と同じ灰色に塗られている。 | 山田連と同時代の清国で刊行された多くの史料が清国台湾府の界域を東は大山（台湾島中央山脈）まで、北は鶏籠（今基隆）までと記録しており、釣魚台・黄尾嶼・赤尾嶼は全て清国の界外にあるため、山田連の色と衝突する。清国自身の記載を基準とすべきで、山田連の色は事実に符合しない。例えば1810年斉鯤『渡海吟』で鶏籠山（今基隆）を「鶏籠山に過ぐ中華の界」と詠んでいる。また、1744年初修『大清一統志』巻271台湾府及び1820年『嘉慶重修一統志』巻437台湾府によると「東のかた大山の番界に至り、北のかた鶏籠城の海に至る」と詠んでいる。また山田連の図ではマリアナ諸島も清国と同じ灰色である。 |
| | 1819年陰暦9月18日、琉球国の王族向鴻基（今帰仁朝英）が公務を帯びた船で「魚根久場島」に至ったことが具志川家『向姓家譜』・「十二世向鴻基」に見える。ユクン(ヨコン)・クバジマと読むべきで、尖閣諸島中の久場島もしくは魚釣島である。その地で三日間飲み水を探し、地理を考察した。尖閣最古の上陸記録と考えられる。島の特徴は、碇泊地付近で淡水が見つからず、無人であり、周囲に他島が見えず、帆柱を失った状態で漂流して与那国島まで四日間で到達でき、島名によればクバが生育していることである。 |
| 井上清と琉球国史料「球陽」によれば、1845年6月にイギリス軍艦が花瓶嶼から釣魚島を測量しようとしたところ、福州の琉球館を通じて福建布政司（行政長官）に申請したことが記載されており、中国政府の許可がないと上陸できなかった。 | 測量申請書原文の島々は尖閣を限定していないし、尖閣を含むとしても、英国人が尖閣を琉球領とみなして琉球館に申請したのである。香港総督ヘンリー・ポッティンジャーは英国軍艦サマラン号に対して清領土に近づくことを禁止する命令を通達していた。これは1842年の清国と締結した南京条約で開港地以外でのイギリス軍の退却が定められていたからである。サマラン号はその上で台湾東北側の島々ならば問題ないと判断し、尖閣及び八重山諸島を測量した 。福建当局はイギリス軍がこの海域の島々を測量することを把握していたが、イギリスに条約違反として抗議しなかった。また「サマラン号航海志」では測量対象地を宮古列島（八重山を含む）として、台湾を対象としていないので、尖閣は八重山列島に属する扱いとなっており、尖閣の台湾付属説はイギリス史料によっても否定されている。 |
| 1845年に英艦サマラン号が尖閣海域に到達した際、八重山の人は「そんな島は知らない」と言った。八重山では尖閣諸島の存在は全く知られていなかった（劉江永説）。 | 1845年の英艦サマラン号の航海録では、魚釣島を指す「Hoa-pin-san」（花瓶山）について「八重山の水先案内人若干名は、この島名を以ては知らなかった」（not known by this name by our Pa-tchung-san pilots）、また「今までこの附近の諸地名の認定は急ぎ過ぎた」（the names assigned in this region have been too hastily admitted）と述べて、八重山の案内人が別の島名で尖閣の存在を認識していたことを示している。 |
| 台湾政府は、尖閣諸島は宜蘭に所属すると公式に発表している。 | 台湾の宜蘭の官製地理書「葛瑪蘭廳志」(1852年)の「蘭界外」(宜蘭境界の外)の項目で、釣魚台について述べており、中華民国主張の宜蘭所属との公式見解は誤りである。「蘭界外」の部分に記載される「泖鼻山」もまた宜蘭界線上もしくは界外であり、「蘭界外」の條に界内の地は一つも含まれない。 |
| | 1871年に発生した台湾出兵の事後処理のために清朝政府を訪れた日本の外務卿・副島種臣に対して清朝政府は責任を負わないと言明している。尖閣諸島よりも大陸に近い台湾ですら実効支配している認識がなかったのであるから、清朝が尖閣諸島の領有を認識していないのは明白。 |
| | 1873年の地理書「全臺圖説」には、清国外の奇来（花蓮）の項目で釣魚台が記録されるので、尖閣は清国外である。かつ「全臺圖説」の釣魚台は「臺海使槎録」(1736年)の記載にもとづき北方に位置するもので、台湾北方三島を指し、尖閣ではない。 |
| 1879年の琉球に関する日清交渉で琉球36島に尖閣諸島は含まれていないし、このことは日本も認めている。 | この時点で尖閣諸島は福建省、台湾府の行政範囲にも琉球国にも含まれず、無主地であった。交渉で尖閣諸島について明言されなかったことが中国に属することの証拠とはならない。しかし1872年の琉球藩設置から1879年の沖縄県設置にいたる琉球処分において、日本の内務省免許「大日本全図」(1879年、英文も作成)や、内務省地理局の「大日本府県分割図」で日本は領有意思を示している。 |
| 1884年（明治17年）・1885年（明治18年）に古賀辰四郎が尖閣に上陸したというのは古賀自身の捏造である。捏造とする根拠は、〔子〕、「借地願」では明治18年（1885年）に上陸したと述べるが、「履歴」では明治17年（1884年）に尖閣に人を派遣したと述べ、相矛盾する。〔丑〕、1884年に古賀は永康丸で尖閣に行ったとされるが、その年代に永康丸は未建造である。〔寅〕、古賀が那覇および石垣島に本店支店を開設した時期が史料により異なり、矛盾する。〔卯〕、1884年からアホウドリを捕獲しつづければ3、4年以内に減少したはずだ。〔辰〕、1885年の政府上陸調査では島中に人跡無しと述べるので、古賀が人を派遣しつづけた自述と矛盾する。〔巳〕、1896年（明治29年）に至って伊澤弥喜太を案内人的業務で尖閣に派遣したが、それまで古賀が尖閣に進出して事業をつづけた以上、案内人は不要のはずである。 | 捏造とする根拠は全て成立しない。なぜなら、 〔子〕、1885年の「借地願」では鳥毛若干を採取と述べるが、最初の上陸だと述べない。派遣と書かずただ上陸と書くのは事業主として当然だ。「履歴」では1884年に上陸した後、更に人を派して鳥毛を採取と述べ、1885年「借地願」とよく一致する。 〔丑〕、1885年に尖閣に行ったとする永康丸は昭和40年代の論文の誤記である。 〔寅〕、古賀の那覇・石垣島の本店支店開設時期が矛盾する史料は後年の不確かなものだ。早期史料では詳略の差が有るのみで、矛盾は無い。 〔卯〕、古賀は1884年から海産物漁業を営んだのであり、当初アホウドリは試採したに過ぎないので、3、4年以内に減少することは有り得ない。 〔辰〕、1885年の政府上陸調査は魚釣島6時間であり、1884・85年の古賀雇員上陸は久場島であるから、魚釣島で人跡無しとするのは当然だ。しかも上海「申報」で1885年までに日本人が上陸した記録があり、人は確かに存在した。 〔巳〕、1896年（明治29年）に伊澤弥喜太を派遣したのは海産物からアホウドリ事業に転ずるためであり、道案内人としてではない。 |
| 1971年8月及び1972年1月の伊澤真伎の口述によれば、父伊澤弥喜太は1891年及び日清戦争後(1895年以後)に、尖閣諸島中の各一島(魚釣島及び久場島)に最初の上陸を果たし、そこには清国服の遺骸が存在し、清国の領土であった（劉江永新発見史料）。 | 伊澤真伎口述記録の1971年（昭和46年）8月と翌年1月と各特徴は、〔甲〕伊澤弥喜太の尖閣上陸年度を、1971年口述では明治28年（1895年）の日清戦争以後間もなくとし、1972年口述では記録により1891年（明治24年）だとする。〔乙〕、1971年口述では尖閣が中国領か日本領か不明として、ただ筆録者の付言では中国領だとの意を暗示する。1972年口述では、「今考へてみると」島内に中国服の遺骸が有ったのだから中国領土だと自ら述べる。〔丙〕1891年でも1895年でも、遭難船救助および治療の任務で航行する途中、海藻の流れによって尖閣を見つけたと述べる。以上甲乙丙の特徴からみて言えることは、〔子〕ともに救助治療海藻とともに述べるので、上陸は二度でなく一度であり一島である。〔丑〕先に1895年以後上陸としたものを、翌年1月には史料にもとづき1891年と訂正している。〔寅〕中国服の遺骸は父の目撃として語られず、今考えた中での記述であるから、目撃証言でなく1972年の伝聞に過ぎない。以上子丑寅三点により、証言は不確かであり且つ遺骸は証言とは認定できない。このほか、高橋庄五郎『尖閣列島ノート』 には伊澤真伎の口述とほぼ同一の内容（上陸および遺骸など）が述べられているが、情報源が誰とは明示されていない。しかし劉江永の発見により、高橋の叙述は伊澤真伎の不確かな口述に基づくものだったと分かる。そもそも1971年の口述は尖閣問題が表面化した後であるから無効である。 |

### 1895年の日本による尖閣諸島編入の有効性
国際法で言う先占の法理で領土編入の有効性が認められるとされる。古文書の島名は自動的に命名者の領土となるのか、議論の前提として中国側は自国が命名したと主張し、日本側は琉球人が漢文で命名した可能性が極めて高いと主張する。しかし近代国際法に則り島の名前を記しただけでは何処の領土か不明であり実効支配していなければ無主地であるとされる。命名者不明の無主地であるならば先占の法理を適用し得るし、日本の1885年から1895年1月まで行われた編入の手続きはその手順に則っているのだから有効である、というのが日本側の主張である。ただし、その最終決定は日清戦争中であった。
国際法判例においては、不明瞭な記録による間接的推定は認められず、課税や裁判記録といった行政、司法、立法の権限を行使した疑義のない実効支配の直接的かつ近代的な証拠が要求されている。
| 北京政府・台北政府・中国領論者の主張 | 日本政府・日本領論者の主張 |
| --- | --- |
| 1880年の日清修好条規追加条項で、日本と清国で琉球を分割しようとする分島改約問題が発生した。日本は宮古・八重山群島を清国領とし、沖縄群島以北を日本領とする案を提示したが交渉は決裂し、琉球帰属問題は未解決である(村田忠禧説)。 | 尖閣の東には久米島附近の琉球国領土線が存在し、尖閣の西には台湾島北端及び福建沿岸の中国領土線が存在した。日清兩國にとって領土線外の無主地であったから、分島改約案もカイロ宣言も適用できない。 |
| | 1885年から日本政府は現地調査を行い、尖閣諸島が無人島であるだけでなく清国の支配が及んでいる痕跡がないことを慎重に確認した上で1895年1月14日の標杭建設の閣議決定によって正式に日本の領土に編入した。これは国際法の先占の法理にもとづく。国内を調査するのに大々的に発表したり外国に報告する必要はないし、正式な領有宣言まで10年間以上も調査を行い、この間に中国など他国が尖閣諸島に全く関与していない。 |
| 1885年10月21日の井上馨外務大臣から山縣有朋内務大臣への書簡「沖縄縣久米赤島、久場島、魚釣島、國標建設ノ件」では清国政府を警戒させてはならないとあり、もし清仏戦争で劉銘伝がフランス軍を撃退できず、清国の台湾統治の弱体ぶりが明らかになっていたならば日本はこの段階で国標建設を実施していた可能性がある。 | 10月21日の書簡は、清が領有していると認識していたとは全く読み取れず、むしろ日本が丁寧かつ慎重に領土編入の手続を進めてきたかを示すものである。また、すでに1885年10月9日の山縣有朋内務大臣から井上馨外務大臣への書簡には「清国所属の証跡は少しも相見え申さず」とあり、明確に清の領有権を否定している。井上馨も尖閣が「清國國境に接近」と記録してをり、接近しながらも國境外だと知ってゐた。 |
| | 1893年6月、井澤弥喜太は八重山（石垣島）より胡馬島に向かう際、風に遭って漂流した。胡馬島(くばしま)は尖閣である。しかし福建に漂流し、福建の海防道員（長官）に保護され、「鹿児島から八重山に向かう途中で胡馬島に漂着し、付近の台湾に行ってから帰国しようとした」と供述した。そして日本の駐上海総領事館を経て日本に送還された。同年12月、外務大臣陸奥宗光の命により、上海領事館は井澤が「胡馬島に向かって航往する」中途で漂流して救助された事につき、福建道員に謝意を傳達した。福建道員からの返信では「胡馬島に向かって航往す」等の全文を引いて、国内各職に「呈報移行」(報告及び通知)することを承諾した。胡馬島は元々無人島で、かつ台湾に近いので、福建当局はそれが台湾北方三島でなければ尖閣列島中の一島だと判断できた。もし当局が胡馬島は尖閣だと分からなかったのなら、福建当局は尖閣付近の海域について何も知らなかったことになる。1885年、清仏戦争で基隆が戦場となり、基隆で日本軍がフランス軍と協力するという噂もあり、それ以後は日清の建艦競争もあり、清国は台湾の東北側海域に領土があればその動向に注目したはずである。しかし清国はこの事件で日本人が胡馬島に自由に渡航していることを知っても何の抗議も申し入れもしなかったので、尖閣付近を自国の領土と認識していなかったことが分かる。 |
| 井上清によれば、1894年（明治27年）12月27日の内務大臣野村靖から外務大臣陸奥宗光に宛てた秘密文書「秘別第一三三号」がある(『日本外交文書』第23巻)。しかし、村田忠禧によれば「秘別第一三三号」としてアジア歴史資料センターに所蔵されているものは1895年1月12日の文書「標杭建設ニ関スル件」である。これらの史料の背景について井上清は、1894年12月初め、日本の勝利は確実となり、伊藤博文首相は渤海湾口を要する威海衛を攻略し北洋艦隊を全滅させ、他日の天津・北京への進撃路を確保し、他方で台湾にを占領するという威海衛攻略作戦・台湾占領作戦を主張し、ここで釣魚諸島を奪取する絶好の機会とした、と解釈した。 | 外務大臣井上馨などの政府文書では、尖閣が清国国境に「接近してゐる」と明記する。尖閣の西に清国の国境線が存在し、尖閣がその外の無主地だと確認していたことが分かる。井上清らの主張とは全く逆に、日本がこの十年後に領有した正当性を示すのが政府諸文書である。歴史上、つねに明国清国の領土線外に存在した尖閣は、情勢を問わず中国と無関係である。 |
| 甲午中日戦争（日清戦争）に勝利した勢いで、その戦後処理を取り決めた馬関条約（下関条約1895年5月10日公布）になく、条約によらず不法に奪い取ったものである。 | 下関条約第2条に基づき、日本が清国から割譲を受けた台湾及び澎湖諸島に尖閣諸島は含まれないし、含まれるという解釈を根拠づけるものは何もない。また、東沙島を台湾（当時日本領）に編入しようとする日本の動きに対し、清国は1909年に抗議を行ったが、尖閣諸島が日本に編入されたことを知っても抗議を行っていない。 |
| 下関条約の「台湾の附属島嶼」に尖閣が含まれており、尖閣は清国が日本に割譲した土地であるから、中国に返還すべきである。 | 下関条約で割譲できるのは、清国の統治する土地だけであり、清国は尖閣を統治していなかったので、地理的付属いかんを問わず法的に割譲する権限がない。また、尖閣は清国台湾府の統治に属していなかっただけでなく、地理的にも付随していなかった。『臺海使槎録』などに述べる「釣魚臺」は台湾北方三島であり、尖閣ではない。 |

### 第二次世界大戦終結前までの管轄
第二次世界大戦終結前まで、台湾か沖縄県のどちらに属したかについても争点がある。
| 北京政府・台北政府・中国領論者の主張 | 日本政府・日本領論者の主張 |
| --- | --- |
| 福州の漂流漁民の救命に感謝して中華民国の長崎領事から贈られたと日本側が主張する、公印の押された感謝状に書かれている「和洋島」というのは架空の名称である。 | 1920年(中華民国9年)5月20日付け中華民国駐長崎領事馮冕による福建省恵安県の漁民遭難事件についての石垣村長への感謝状には、「福建省恵安県の漁民31名が暴風雨により遭難し日本帝国沖縄県八重山郡尖閣諸島和洋島に流された」との記述がある。和洋島は和平島の筆誤であり、もともと西暦1874年清國漢譯『海道圖説』卷九に「和平山」として初出する。日本でこれを襲用するうちに、また「和平島」に作る。「和平山」は英軍水路誌の「Hoa-pin-san」の北方漢字音譯であり、Hoa-pin-sanのもとの漢字は「花瓶嶼」「花瓶山」であったが、清国の訳者は過去の花瓶嶼との繋がりを理解していなかった。和平島にせよ和洋島にせよHoa-pin-sanにせよ、もとの「花瓶嶼」であることを理解した清国人は存在しなかった。 |
| 1937年から1940年の間に、台北州と沖縄県の尖閣諸島の漁場を巡る争いがあった。                                                                               | 1937年から1940年の「争い」とは、漁業権や一時的な防衛担当範囲のことであり行政区分では一貫して沖縄県に属しており、尖閣諸島が台湾に属していた事実はない。 |
| 1944年に東京法院が尖閣諸島は台北州の管轄下にあるとの判決を下した。                                                                                       | 東京法院のそのような判決は記録になく、存在しない。『臺灣日日新報』によれば、判決でなく和解案であり、尖閣より西側の東径122度を分界線とするもので、且つ和解案は実施されなかった。 |
| 日本統治時代末期に台湾防衛を担当していた高雄警備府長官を務めていた福田良三の証言によると、当時、釣魚島などの諸島は高雄警備府の管轄範囲内にあつた。       | 当時台湾は日本が統治していたのであるから、管轄は日本政府にあった。 |

### 第二次世界大戦の戦後処理、条約、抗議時期に関する争点
第二次世界大戦の戦後処理についても対立している。現在事実上台湾を統治する中華民国も中華人民共和国も、連合国と日本との戦争状態を終結させた日本国との平和条約（サンフランシスコ平和条約）の締結に加わっていない（中華民国とはその後個別に日華平和条約を締結）。中華人民共和国政府はこの点を捉えて、この条約の合法性と有効性を承認しないという立場を取っている。
一方、日本政府は第二次世界大戦の戦後処理は妥当なものであり、尖閣諸島は1895年1月14日の編入以来一貫して日本が統治し続けてきた固有の領土であって、このことは国際社会からも認められている、としている。
| 中国の主張 | 日本の主張 |
| --- | --- |
| 1943年のカイロ宣言では、日本は中国東北部（満洲）や台湾、澎湖列島などを含める土地を返還すると規定している。釣魚台（尖閣諸島）はそれらの地域に含まれているのだから、返還されるべきである。 | カイロ宣言上，尖閣諸島が台湾附属島嶼に含まれると連合国側が認識していたとの事実を示す証拠はない。また、戦争の結果としての領土処理は平和条約に基づいて行われる。大戦後の日本の領土を法的に確定したのはサンフランシスコ平和条約であり，カイロ宣言やポツダム宣言は日本の領土処理について最終的な法的効果を持ち得ない。 そもそもカイロ会談では宣言文は出されておらずカイロ宣言と云われるものは実在しないので、カイロ宣言云々は無意味である。 |
| 中華人民共和国政府は日本国とのサンフランシスコ平和条約に参加していないのでこの条約に拘束されない（「非合法であり無効」の立場）。 | 1895年1月14日の編入以来、南西諸島の一部を構成するものであり、下関条約によって割譲された台湾および澎湖諸島には含まれていない。このことは尖閣がすでに日本の一部（沖縄県）を構成することを双方に了解していたことを示しており、中国が主張する「サン・フランシスコ平和条約は非合法であり無効」の立場あるいは平和条約に参加していないこととは無関係な事実であり日中共同声明の前提である。また、中華人民共和国政府はサンフランシスコ平和条約締結時から1970年代まで尖閣諸島に関して何ら異議を唱えなかったし、また異議を唱えてこなかったことについて何らの説明も行っていない。 |
| 米国国務省のマッククラウキーは「米国が返還したのは沖縄の施政権であるが、米国は施政権と主権が別個のものであると考える。主権について食い違いが起きた場合は当事国が協議して解決すべきである」と発言している。 | 中国が尖閣諸島を台湾の一部と考えていなかったことは、サン・フランシスコ平和条約第3条に基づき米国の施政下に置かれた地域に同諸島が含まれている事実に対し何等異議を唱えなかったことからも明らかである。また、1946年の「連合国軍最高司令官総司令部覚書」667号「若干の外郭地域を政治上行政上日本から分離することに関する覚書」（SCAPIN667 (Supreme Command for Allied Powers Instruction Note No.677, January 29,1946)）に同諸島が含まれている事実に対しても何等異議を唱えなかった。また米国施政下の1950年代から米軍が尖閣諸島の一部（大正島，久場島）を射爆撃場として利用したが中国側は何等異議を唱えなかった。また、米国は日米安全保障条約第5条にもとづき1972年の沖縄返還以降，尖閣諸島は日本施政の下にあり，日米安保条約は尖閣諸島にも適用されると明確にしている。また1971年のCIA報告書でも「尖閣諸島の主権に対する日本の主張は強力であり，その所有の挙証責任は中国側にある」と報告されている。 |
| | 1952年の日華平和条約の交渉過程でも尖閣諸島の領有権は一切議論されなかった。これは尖閣諸島が日本領土であることが当然の前提とされていたためである。 |
| 1954年2月15日参議院水産委員会立川宗保説明員は「ヘルイ演習場と申しますのは、私どもどこかはっきりわかりませんが、想像いたしますのに、魚釣島だろうと思います」とのべ、1954年3月26日参議院大蔵委員会の伊関佑二郎政府委員も「私のほうもあの点は詳しいことは存じません」とのべ、この頃、日本政府も領土認識はこの程度であった。 | 1953年1月8日『人民日報』の「琉球諸島における人々の米国占領反対の戦い」記事で「琉球諸島は尖閣諸島を含む7組の島嶼からなる」と記載されている。また、文中では尖閣諸島と記載され、中国名の釣魚島とはなっていない。 |
| 地図の記載のみをもって当時の中国政府が日本の尖閣諸島への支配を認めていたという根拠にはなり得ないし、同地図の注記には「中国との国境線の部分は，抗日戦争前の地図を基にしている」とある。 | 1958年に中国の『世界地図集』（1960年二刷）では「尖閣群島」を沖縄の一部として取り扱っている。また、中国側が指摘する注記原文は「本図集中国部分的国界線根据解放前申報地図絵制(本地図集の中国部分の国境線は解放前の申報（中国の新聞）の地図を基に作成」とのみあり、具体的にどの部分が解放前のものかは不明であるし、そもそもこの地図では台湾を「中華人民共和国」の領土として記載しており，台湾の附属島嶼であると主張する尖閣諸島に関する記述だけを台湾が日本の植民地であった時代の表記で残すことは不自然である。 |
| 1969年に中華人民共和國の測繪總局が刊行した「分省地圖」は、尖閣群島を枠外に張り出して描いてをり、チャイナの領有を示す。石垣島は日本の領土なので枠外に張り出さず切斷されてゐる。（武漢大學の大學院生劉文祥の説、外交部が採用。）。                                                                                         | 1969年の測繪總局圖は、海底油田情報が世に出た以後の製作であり、枠外に張り出したことは領有の根據とならない。また、釣魚島列嶼ではなく尖閣群島と明記し、日本式に赤尾嶼まで尖閣群島に含めている。且つ釣魚島でなく魚釣島と明記している。 |
| 1885年から1895年にかけて計画された久場島魚釣島標杭建設は、下関条約で台湾を得たため忘れられており、石垣市が地籍表示のための標柱を建てたのは1969年5月10日、また琉球政府の領有宣言は1970年9月10日であり、石油が産出すると聞いて日本政府はあわてて領有権を主張しだした。                                                     | 中国政府と台湾当局は、東シナ海大陸棚の石油開発の動きが表面化した1970年に入って以降、初めて尖閣諸島の領有権を主張し始めた。石油目的なのは明らかであり、これは1972年7月28日と9月27日の周恩来発言からも明らかである。 |
| 日本は実効支配していない。現在も無人島である。 | 沖縄返還後、領海内で違法操業を行う外国漁船の取締りなど警備・取締りを実施している。民有地である久場島は土地所有者による固定資産税の納付、大正島や魚釣島等は国有地としての管理をしている。久場島と大正島は1972年以降、日米地位協定に基づき演習用地として米国に提供している。ほか、1979年には沖縄開発庁による利用開発調査（仮設ヘリポートの設置等)、1981年の沖縄県による漁場調査、1994年の環境庁のアホウドリ航空調査など調査を実施しており、実効支配している。 |
| 日本の尖閣諸島における立場とやり方は，世界反ファシスト戦争の勝利の成果に対する公然たる否定であり，戦後国際秩序と国連憲章の趣旨・原則に対する深刻な挑戦である。 | 日本による尖閣諸島の領有権の取得は第二次世界大戦とは何ら関係がない。また、サンフランシスコ平和条約に基づいた戦後処理に対して異議を申し立てている中国こそが戦後国際秩序への深刻な挑戦を行っている。 |

## 現状

### 保釣運動

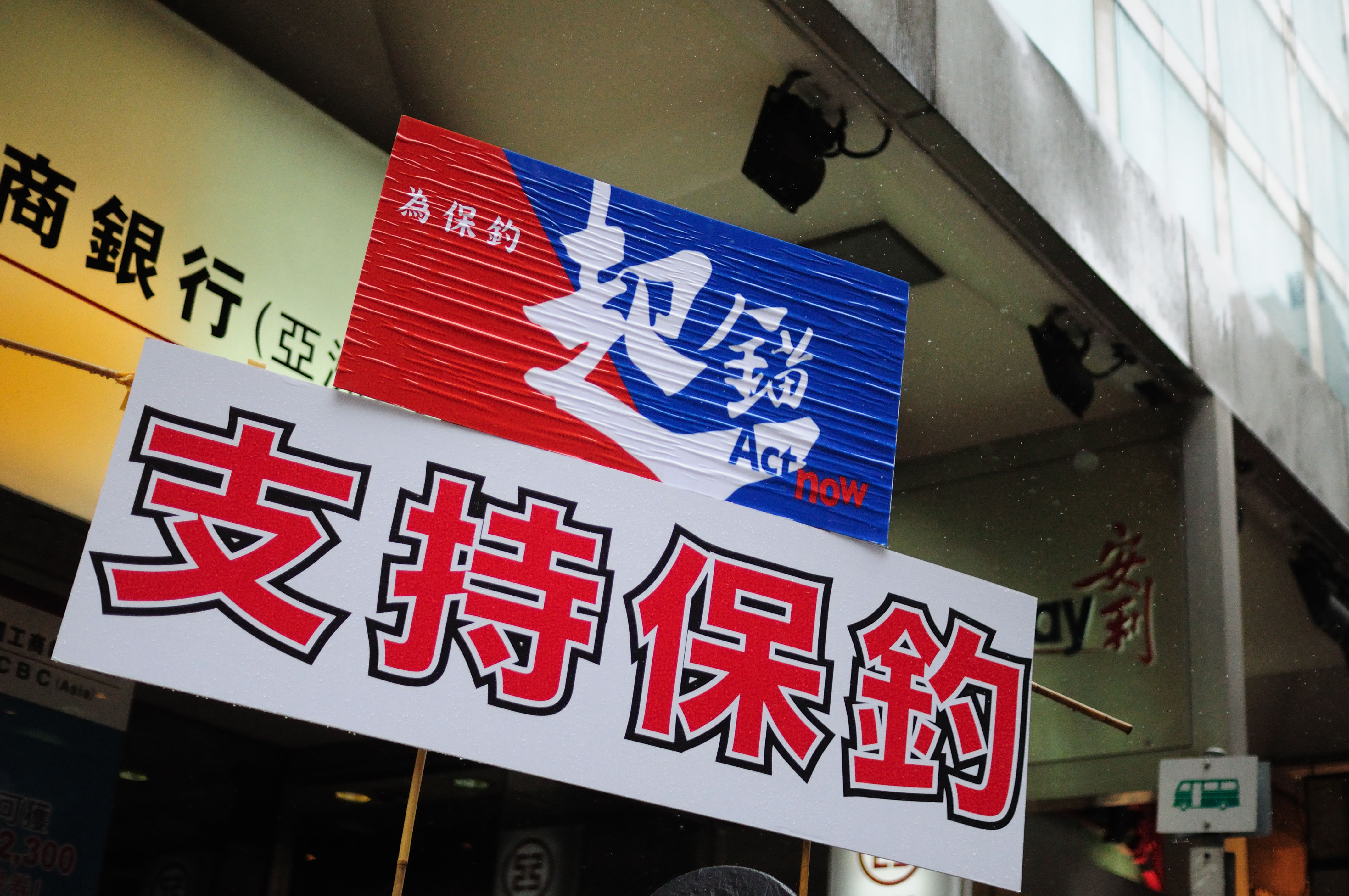
保釣運動のプラカード（香港で撮影）

保釣運動とは、「中国固有の領土である釣魚台列島（尖閣諸島）を守れ」と中国人社会で湧き起こっている運動。1971年、アメリカに留学中だった台湾人学生の間から発生したのが始まりといわれる。1996年以降、頻繁に日本の領海を侵犯をするなど、活動は活発化している。
1996年以降の動きの中心になっているのは香港(中国)や台湾の活動家であり、1997年の香港中国返還を目前にして盛り上がった民族主義的な動きの反映との見方もある。最近は憤青やその代表格の童増のようにネットも活用している。
保釣運動を中国政府が煽っているのではないかと考える日本人もいるが、保釣運動の激化は、中国政府にとって必ずしも好ましいものとは限らない。中国政府が現状維持や日本への譲歩を望む場合、中国国民や軍部から弱腰であると突き上げを受けるからである。
なお、保釣運動に参加するのは中国人だけでなく香港や台湾の中国人活動家も含まれているほか、大陸の中国共産党政権に反対する立場の反共愛国連盟も含まれている。

### 1969年発行の中国の公式地図の発見
2015年2月、1969年に中国で刊行された「中華人民共和国国家測絵（そっかい）総局（現・国家測絵地理信息局）」の「公式地図」で魚釣島から赤尾嶼(大正島)まで「尖閣群島」として掲載されていたことが判明した。巻頭には毛沢東主席の言葉が掲載されており、尖閣諸島海域で海洋資源が発見されたのが1968〜69年であったことから、資源が発見される直前まで日本領だと判断していたとみられる。

### 中国政府・大陸中国人の言動

#### 中国で発行された地図に対する見解
中国で発行された地図に尖閣諸島が日本名で記載されているものがあることについて、中国の「人民日報」は、「地図の一部は植民地時代の地図を使用したもので、改訂されず日本風の名称のまま記載されている。」「戦後中国が復興する過程で過去の古い地図を修正していた。」との理由を述べ、過去の地図の名称や国境が矛盾している事は現在の中国政府の立場と無関係だと主張している。また上海国際問題研究院の廉徳瑰は、「日本の1970年代以前の地図にも、釣魚島(尖閣諸島)が日本に属すことを明らかにしていないものが多数ある」「1946年1月29日に外務省が米軍に提供した「西南諸島一覧表」では「赤尾嶼(せきびしょ)」「黃尾嶼(こうびしょ)」などの中国語の名称が使われている。」との主張をしている。
中兼和津次によると、紅衛兵が文革中に出した地図にも、尖閣諸島は日本の領土と書いてあり、それらの地図は古本屋から買い占められてしまったという。

#### 中国による沖縄の領有権の主張
近年、中国は沖縄の領有権を主張する動きを見せている。また台湾もかつて沖縄返還に抗議していた(中華民国#沖縄県への認識参照)。例えば政府系研究機関が「沖縄県は終戦によって日本の支配から脱しているが、いまだ帰属先の策定が行われていない」と沖縄未定論を主張しはじめている。これに対して日本側で尖閣諸島問題は将来的な沖縄侵攻の布石と見ることも出来るとの指摘もある。
韓国の『東亜日報』によれば、2012年7月12日に中国国防大学戦略研究所長の金一南少将は中国ラジオ公社において「釣魚島（尖閣諸島）に関しては日本側に必ず、行動で見せてやらなければならない」「沖縄の中国への帰属問題を正式に議論しなければならない」「沖縄は本来、琉球という王国だったが1879年に日本が強制的に占領」したとしたうえで、「琉球がどの国に帰属し日本がいかに占領したのか、詳しく見なければならない」「日本は琉球から退くのが当然」と主張した。
2012年11月14日、中国、韓国、ロシアによる「東アジアにおける安全保障と協力」会議で、中国外務省付属国際問題研究所のゴ・シャンガン副所長は「日本の領土は北海道、本州、四国、九州4島に限られており、北方領土、竹島、尖閣諸島にくわえて沖縄も放棄すべきだ」と公式に演説した。そのためには中国、ロシア、韓国による反日統一共同戦線を組んで米国の協力を得たうえで、サンフランシスコ講和条約に代わって日本の領土を縮小する新たな講和条約を制定しなければいけない、と提案した。モスクワ国際関係大学国際調査センターのアンドレイ・イヴァノフは、この発言が中国外務省の正式機関の幹部で中国外交政策の策定者から出たことに対し、中国指導部の意向を反映していると述べている。
中国は、ロシアに対し、北方領土問題においてロシアを支持する代わりに、ロシアも尖閣諸島問題において中国の主張を支持するよう2010年ごろから働きかけている。ただし、日本との関係を重視するロシアは、中国の提案を受け入れていない。

#### 中国の尖閣海域における侵犯行為数
日本政府による尖閣国有化以降、同海域において中国の行動が活発化している。以下はそのデータである。
| 年     | 接続水域 | 領海侵犯 |
| ------ | -------- | -------- |
| 2008年 | 2回      | 2回      |
| 2009年 | 0回      | 0回      |
| 2010年 | 46回     | 2回      |
| 2011年 | 12回     | 2回      |
| 2012年 | 428回    | 73回     |
| 2013年 | 819回    | 188回    |
| 2014年 | 726回    | 88回     |
| 2015年 | 709回    | 95回     |

#### 「核心的利益」
2010年3月、南シナ海に関して戴秉国国務委員が「南シナ海は中国の核心的利益に属する」と、米政府スタインバーグ国務副長官へ伝えた。のちに中国は「そんなことはいっていない」「南シナ海問題の解決が核心的利益といった」と発言を修正した。従来「核心的利益」の語は、台湾やチベット自治区、新疆ウイグル自治区(東トルキスタン)に限って用いられていたもので、毎日新聞は「安全保障上で譲歩できない問題と位置づける」用語であると解説している。
同2010年10月には中国が東シナ海を、国家領土保全上「核心的利益」に属する地域とする方針を新たに定めた。2012年1月17日には人民日報は尖閣諸島を「核心的利益」と表現した。2012年10月25日には中国国家海洋局の劉賜貴局長が再び「南シナ海での権益保護は我が国の核心的利益にかかわる」と発言し、同局サイトにも掲載され、事実上公式の発言となった。2013年4月26日には中国外務省の華春瑩副報道局長が「釣魚島問題は中国の領土主権の問題であり、当然中国の核心的利益に属する」と明言したが、4月28日の同省の公式サイトの掲載文では曖昧な表現に改竄された。

### 海洋調査
排他的経済水域内での海洋調査は、一般には主権国の同意のもとでおこなわれる限りなんら問題のない科学探査であるが、同意を得ない場合は問題となる。海洋調査船が政府所属の船舶（公船）である場合、国連海洋法条約により公船に対し拿捕・臨検等の執行措置をとることはできないとされており、同意のない海洋調査について可能な対応に限界がある。この場合相手国政府に対して現場水域での、あるいは外交ルートを通じての中止要請をおこなうことや再発防止の要請をおこなうことになるが、中国の海洋調査行動については違反調査が繰り返されている状況にある。

### 漢疆計画
2012年11月9日、中華人民共和国の新聞社中国新聞網は、1990年に台湾（中華民国）軍による尖閣諸島強襲作戦「漢疆計画」があったことを報じた。その中で香港の亜州週刊（2012年11月18日号）における馬英九総統のインタビューを紹介。漢疆計画とはヘリコプターで台湾兵士が尖閣諸島に上陸をして日本の灯台を破壊し、中華民国国旗を建て、その後に撤退する計画であったという。当時の郝柏村（ハオ・バイツン）行政院院長が計画を支持し、45人の兵士が訓練にあたっていた。しかし馬は、最終的に当時の李登輝総統が計画中止を命じたと述べている。

### 沖縄漁民の苦境
政府レベルでは中国・台湾ともに話し合いでの問題解決を主張しているが、実際には相互に事前通報する取り決めが日中政府間で結ばれている排他的経済水域（EEZ）内はおろか、尖閣諸島周辺の日本の領海内で中国人民解放軍海軍の艦船による海洋調査が繰り返されていたり、台湾および香港の中国人活動家の領海侵犯を伴った接近が繰り返されている。このような行動に対して日本政府はそのたびに抗議しており、台湾側は民間抗議船の出航を止めたことがある。中国側は日本政府の抗議を無視している。なお、日本は実力行使に訴えたことはないが、偶発的事故によって台湾の民間抗議船を沈没させる事故（後述。日本側が過失を認め賠償金を支払っている）が発生している。
また地元八重山諸島の漁民によれば、日本の排他的経済水域(EEZ)内の尖閣諸島近海で操業していると、中国の海洋調査船にはえ縄を切断されたり、台湾の巡視船から退去命令を受けたりと中台双方から妨害されているうえ、台湾漁船が多く操業しているため、自分達が中国の漁業取締船に逆に拿捕される危惧があることを訴えている。

### 中台共闘の可能性
中国政府は、日本の揺さぶりのため、台湾の領有権主張に賛意を示している。中国共産党は、尖閣海域に侵入しようとする台湾の一部の活動家に資金援助を行なっているとされる。台湾や香港が前面に出てくれば、日中の対立構図から外れ、アメリカの介入が少なくなるとの読みがある。
2013年1月24日、台湾の抗議船と巡視船が、一時、尖閣諸島沖の接続水域に入った。この時、中国の海洋監視船も入り、台湾の抗議船に同行する姿勢を見せた。これは、中台共闘を日米両国にアピールする思惑があったとされる。ただし、この時は台湾の巡視船が、中国の海洋監視船に離れるように警告している。台湾側は、中台共闘が、中国の統一工作に利用されるとの恐れがあると見られる。この24日の抗議船の出港情報は、事前に日本にも台湾から伝えられており、台湾は中台連携と受け取られないように注意している。
台湾外交部は、中国が平和的解決に向けた構想を示していないことなどを理由に、尖閣諸島問題では中国と「連携しない」と表明している。
日本側は、台湾と中国の連携阻止のため、2013年4月10日、日中漁業協定で中国が北側の漁業権を認められていた尖閣周辺の日本の排他的経済水域の南側を「共同管理水域」に指定する日台漁業協定を結び、台湾漁船の漁業権を認めた。

### 軍事的衝突の可能性
国連による国連憲章は第6章で紛争の平和的解決を定めており、軍事的手段による解決を否定している。また安全保障理事会は、武力による紛争解決を図った国に対する軍事制裁などを定めた国連憲章第7章に基づく行動を決めることが出来る。なお当事者のひとつである中華人民共和国は常任理事国であるため拒否権をもっているが、第27条3項は『その他のすべての事項に関する安全保障理事会の決定は、常任理事国の同意投票を含む9理事国の賛成投票によって行われる。但し、第6章及び第52条3に基く決定については、紛争当事国は、投票を棄権しなければならない。』としており、仮に中国が武力による尖閣諸島問題の解決を図った場合、賛否すら表明することが出来なくなる。

#### 中国共産党が武力行使を示唆
台湾の中国国民党系の『聯合報』によると、2012年7月11日、中国国土資源省国家海洋局所管の海洋環境監視監測船隊(海監総隊)の孫書賢副総隊長が「もし日本が釣魚島（尖閣諸島）問題で挑発し続けるなら、一戦も辞さない」と発言した。また南シナ海の南沙諸島問題に関してベトナムやフィリピンに対しても同様に一戦も辞さないと発言した。
さらに7月13日には、中国共産党機関紙の『人民日報』が論説で、野田政権の尖閣諸島国有化方針を受けて「釣魚島問題を制御できなくなる危険性がある」「日本の政治家たちはその覚悟があるのか」と武力衝突に発展する可能性を示唆した。尖閣諸島問題について、同紙が武力行使を示唆するのは異例とされる。
これについて、元外交官で防衛大学校教授をつとめた孫崎享は、2012年時点での日中軍事力の比較では、中国の方が圧倒的に優位にあるため、仮に日中がこの尖閣諸島問題で軍事的に衝突した場合、日本は必ず敗北すると自著その他で訴えた。
一方、2012年7月19日には、元中国海軍装備技術部長で少将だった鄭明は「今の中国海軍は日本の海保、海自の実力に及ばない」と発言したと台湾の中国国民党系の『聯合報』や『中国時報』が報道した。
2012年8月20日にアメリカの外交専門誌『フォーリン・ポリシー』に発表された海軍大学校教授のジェームズ・ホルムス(James R.Holmes)（戦略研究専門）の記事では、日中が尖閣諸島海域で軍事衝突した場合、米軍が加わらない大規模な日中海戦でも日本側が有利と総括した。ホルムスのシミュレーション分析では日中両国の海洋部隊が戦闘に入った場合、まず戦力や艦艇の数量面では中国がはるかに優位に立つが、しかし実際の戦闘では日本が兵器や要員の質で上位にあり、さらに日本が尖閣や周辺諸島にミサイルを地上配備すれば、海洋戦でも優位となる。中国側の通常弾頭の弾道ミサイルは日本側の兵力や基地を破壊する能力を有するが、日本側が移動対艦ミサイル（ASCM）を尖閣や周辺の島に配備し防御を堅固にすれば周辺海域の中国艦艇は確実に撃退でき、尖閣の攻撃や占拠は難しくなるとした。日本の軍事アナリストからは、早急に日米共同訓練をおこなったうえで陸上自衛隊を尖閣諸島に上陸させ、そのまま配備すべきであるとの意見が寄せられた。

#### 防空識別圏の設定
2013年8月23日、陸上自衛隊中部方面隊総監に着任した堀口英利陸将は、尖閣での中国の動きなどを念頭に「純然たる平時と言えない」との厳しい見方を示した。
2013年11月23日、中国国防省は東シナ海に「防空識別圏」を設定し、それについて声明と公告を発表した。公告では午前10時（日本時間午前11時）より施行されたと明記している。設定された防空識別圏には尖閣諸島が含まれ、日本がすでに設定している防空識別圏と重なっているところがあり、緊張が高まっている。この一方的な中国の行為に対しては、日本のみならずアメリカも怒りをあらわにし、チャック・ヘーゲル国防長官が中国を糾弾する声明を発した。

#### 2023年の状況
中国海警局の船が台風の日以外ほとんど毎日のように尖閣諸島周辺の接続水域に侵入し、その回数は過去最多の352回に及んだ。

## 尖閣諸島の領有が影響する問題
尖閣諸島の領有が影響を与える問題が存在する。
- 排他的経済水域の境界

尖閣諸島が中国領
- 沖縄トラフ（南西諸島の北西沖にある海盆）の端まで中国の権利が及ぶ可能性がある。
- 水産資源の枯渇 - 現状においても尖閣諸島北方の日中漁業協定で操業を認められた中国漁船の乱獲が進んでおり、このままでは漁業資源が枯渇してしまうことが懸念される。

尖閣諸島が日本領
- 日中中間線 - 国連海洋法条約の規定に沿った解決策で決着。